# Lufthansa
Deutsche Lufthansa AG je německý národní letecký dopravce. Název vychází ze spojení německých slov Luft (německy vzduch) a hansa (něm. obchodní spolek). Je největší německou leteckou společností a jednou z největších korporací v letecké dopravě na světě. Obsluhuje přes 200 destinací v Evropě, Asii, Africe a Americe. Společně se svými dceřinými společnostmi v Lufthansa Group přepravila za rok 2011 více než 100 miliónů cestujících. Sídlo Lufthansy je v Kolíně nad Rýnem, hlavní operační základny jsou na letištích ve Frankfurtu, Mnichově a Düsseldorfu. Lufthansa je zakládajícím členem Star Alliance, největší současné letecké aliance. Dle agentury Skytrax se od roku 2017 jedná o pětihvězdičkovou leteckou společnost.
V logu má tato společnost již od roku 1929 Jeřába, tento ohrožený druh ptactva Luftansa v Německu podporuje.

## Historie

### 1926 – 1952

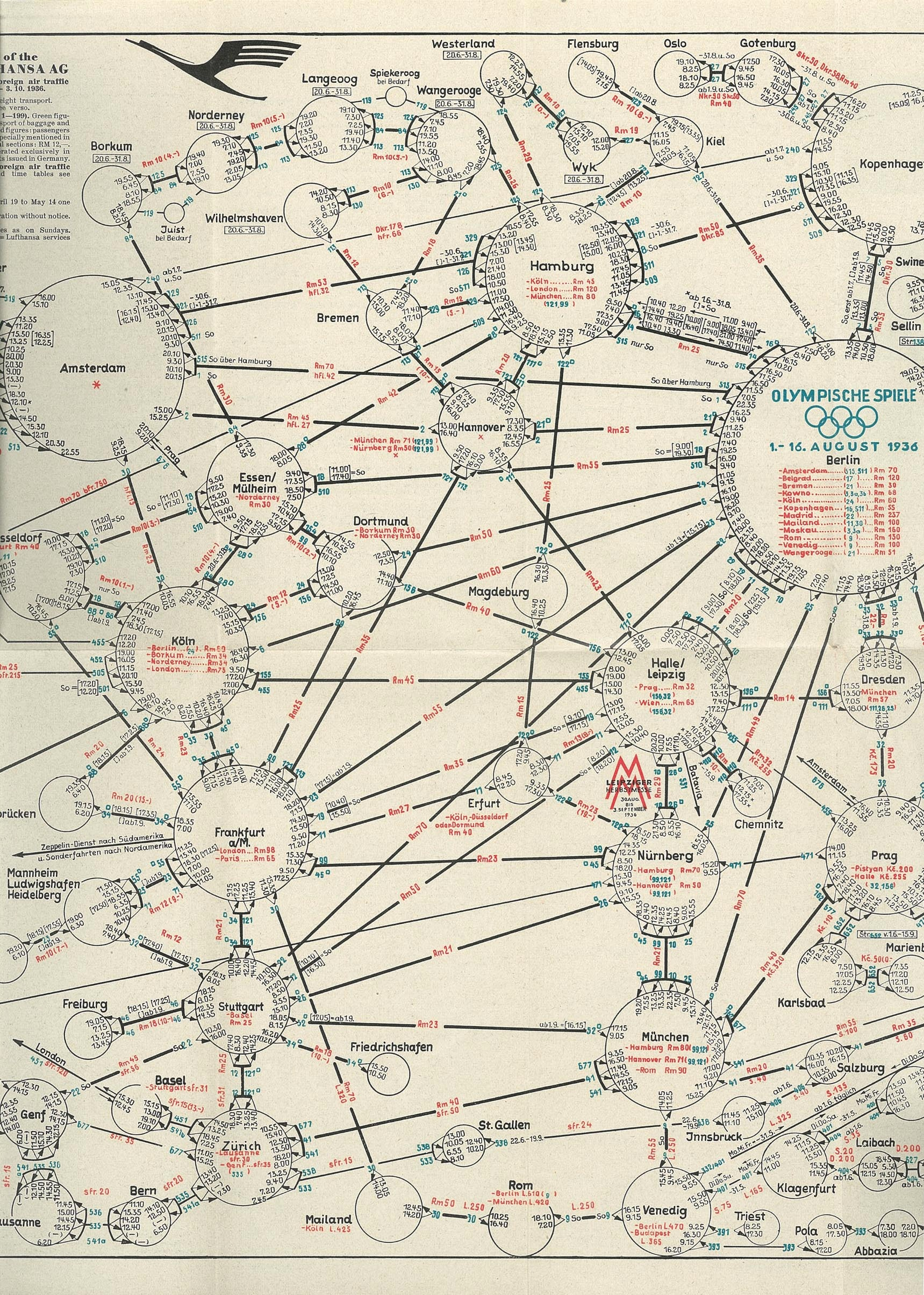
Část letového řádu Deutsche Luft Hansa z olympijského roku 1936

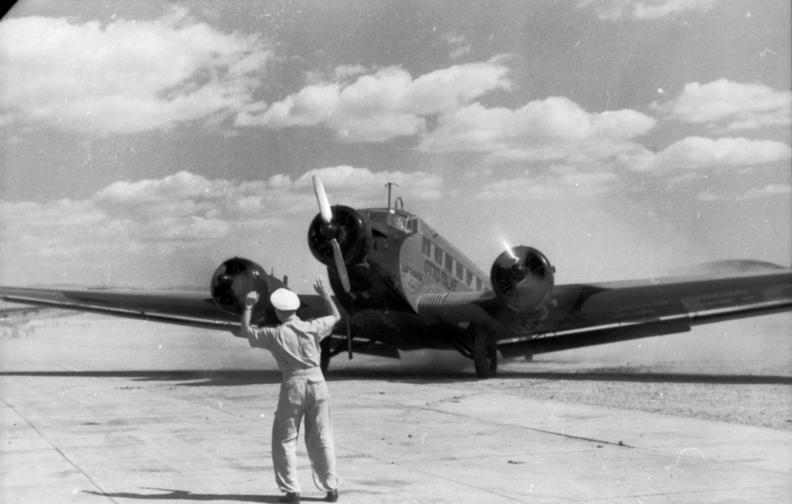
Junkers Ju 52 „Otto Falke“ v roce 1941

Původní Lufthansa vznikla jako Deutsche Luft Hansa Aktiengesellschaft 6. ledna 1926 v Berlíně spojením dvou německých dominantních dopravců Deutsche Aero Lloyd a Junkers Luftverkehr. Dnešní Deutsche Lufthansa AG však právní nástupcem Deutsche Luft Hansa AG není. Slovo hansa v názvu sice odkazuje k svobodnému a volnému obchodu, společnost však byla vládou kontrolovaný monopol. Z mateřských společností byly mimo jiné převzaty i logo jeřába-z Aero Lloyd (které jej získalo v roce 1923 převzetím společnosti Deutsche Luft-Reederei), firemní žlutou a modrou barvu dodal Junkers.
Hlavní základnu měla společnost na letišti Berlín-Tempelhof, odkud 6. dubna 1926 vzlétl první pravidelný let po trase Halle, Erfurt a Stuttgart do Curychu. Tento let se tak stal i prvním letem mezinárodním. V létě 1926 již společnost obsluhovala 57 domácích a 15 mezinárodních letišť. Prvním ředitelem společnosti byl Erhard Milch, od roku 1933 přímý podřízený Hermanna Göringa a v roce 1947 odsouzený na doživotí za válečné zločiny. Na podzim 1928 podnikla společnost letounem Junkers W 33 let Berlin-Tokio. Vznikají první Joint venture, v roce 1927 Syndicato Condor v Brazílii, v roce 1930 Eurasia Corporation v Číně.

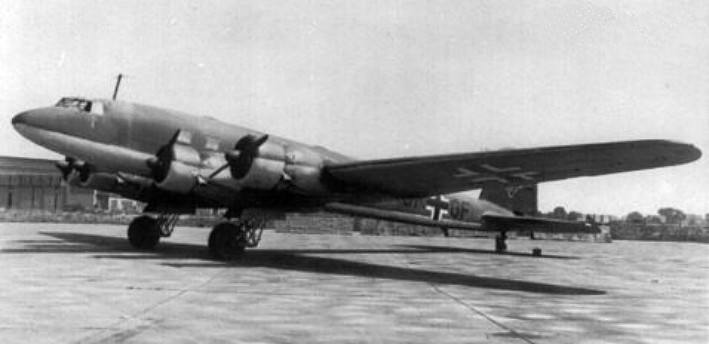
Focke-Wulf Fw 200A Luftwaffe, původně D-AMHC „Nordmark“ Lufthansy

Jednoslovný název Lufthansa byl poprvé použit v roce 1933. S rostoucím vlivem NSDAP na dění v Německu se v následujících letech zvyšovala i její kontrola nad Lufthansou. Průkopnické cesty a nová pravidelná spojení (Buenos Aires, Káhira, Bagdád, Teherán, New York) se tak staly nejen nástrojem obchodu a diplomacie, ale taky propagandy. V roce 1934 nastupují do služby Junkers Ju 52/3m a Heinkel He 70, díky čemuž se značně zkrátila doba letů. V září téhož roku byl přepraven milióntý cestující. V roce 1935 začíná Lufthansa používat první neněmecká letadla: 2 kusy Boeingu 247 a jeden Douglas DC-2. Expanze dálkových linek si vyžádala potřebu vhodného stroje, což splnil od roku 1938 dodávaný Focke-Wulf Fw 200, jenž umožnil jako první letadlo těžší než vzduch přímý let Berlín-New York. První let 10. srpna 1938 tuto trasu urazil za 24 hodin a 56 minut.
25. srpna 1939 Adolf Hitler spouští operaci Fall Weiss-Invazi do Polska, která však byla ještě večer odvolána. Přesto však byla od 26. srpna 1939 pravidelná osobní doprava Lufthansy prozatímně zastavena. Téměř kompletní personál a flotila přešly pod velení Luftwaffe. 30. srpna 1939 byla zastavena veškerá civilní letecká doprava v Německu. 1. září 1939 v 4:40 ráno začala druhá světová válka. Již 21. září 1939 je proveden první civilní let, a to po trase Berlin-Gdaňsk-Königsberg, od října 1939 následován dalšími. Přestože byl letecký provoz obnoven, pokračující válka přinášela příznaky úpadku. Běžní cestující prakticky neexistovali, letadla se přestavovala na vojenská transportní, postupující spojenci zužovali možné operační pole působnosti. 22. dubna 1945 provedl Junkers Ju 52 Lufthansy let Berlin-Warnemünde, což byl také poslední let této společnosti. 8. května 1945 vstoupila v platnost bezpodmínečná kapitulace německých ozbrojených sil, jenž v sobě zahrnovala zákaz letů nad Německem německým společnostem. Všechna letadla byla zadržena a Deutsche Luft Hansa A.G rozpuštěna. Z právního hlediska byl zbývající majetek společnosti zlikvidován k 1. lednu 1951.
První oficiální diskuze ohledně obnovení letecké dopravy v poválečném Německu začaly v roce 1951. Hans Bongers, který v Lufthanse pracoval od roku 1926, založil v Kolíně nad Rýnem „Kancelář Bongers“, kde se shromažďovaly dokumenty a posuzovaly možnosti vytvoření nové letecké společnosti. 26. června 1952 německá federální vláda rozhodla o založení společnosti pro pravidelnou leteckou přepravu. 26. září 1952 se vláda rozhodla podpořit novou společnost částkou 6 mil. DM a konstatovala, že všechny přípravy pro vznik nové letecké společnosti byly dokončeny.

### 1953 – 1970

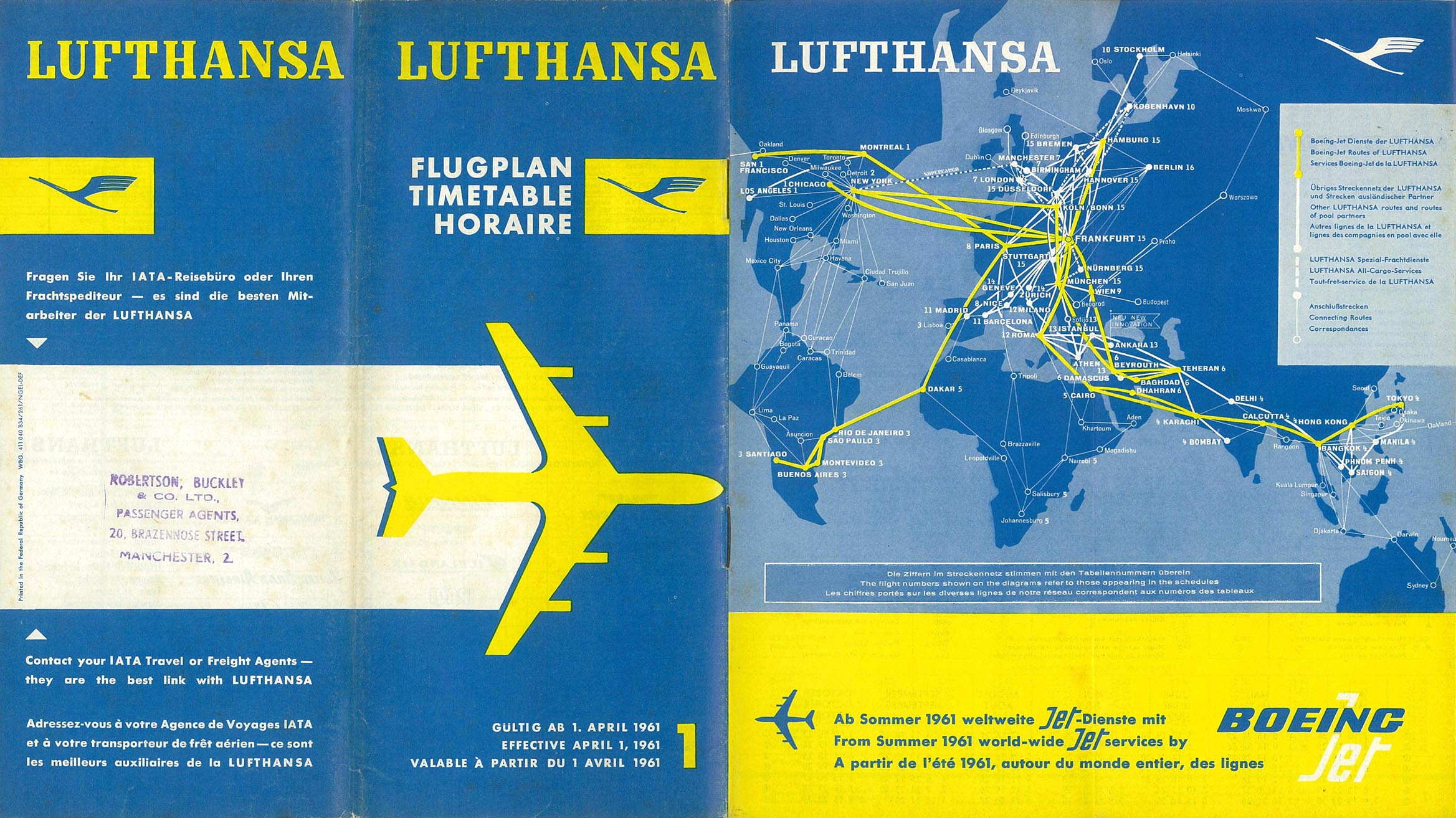
Obal letového řádu Deutsche Lufthansa AG z roku 1961

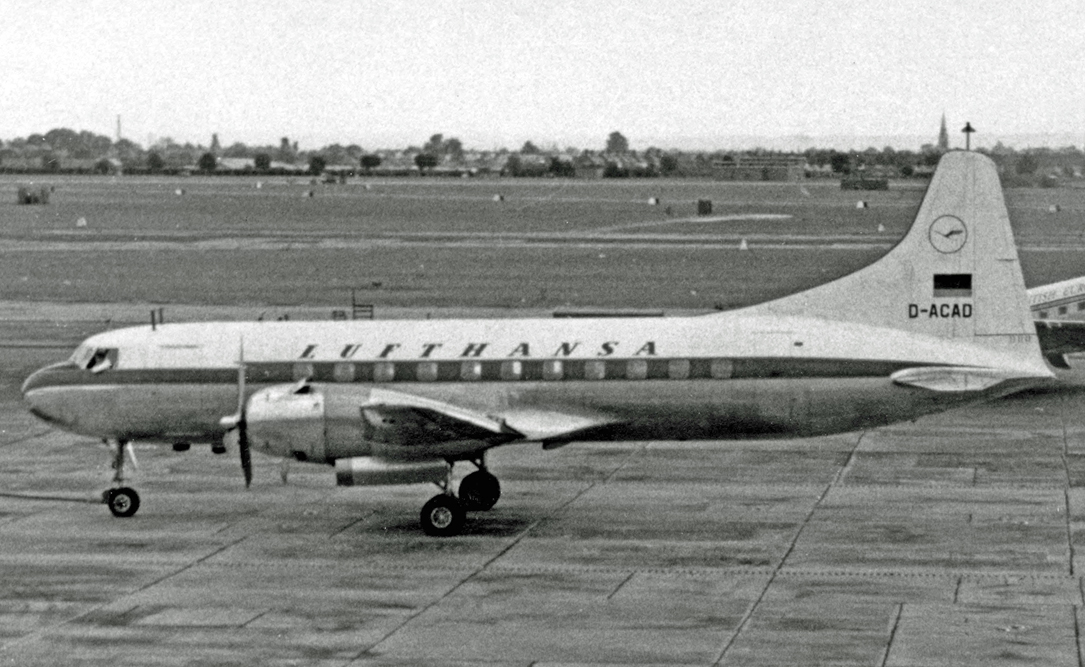
Convair 340-61 D-ACAD

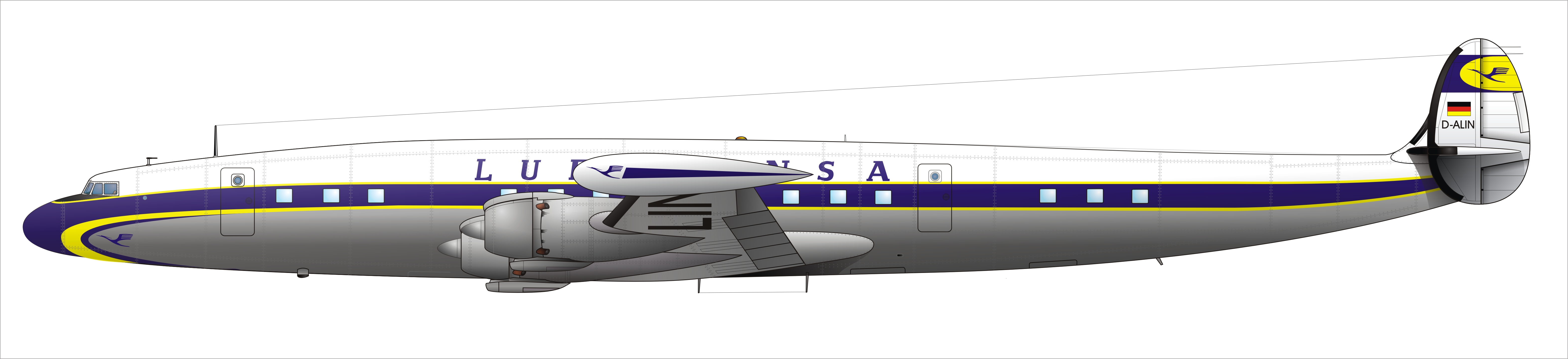
Lockheed L-1049G Super Constellation

Jméno nové aerolinie založené 6. ledna 1953 bylo Aktiengesellschaft für Luftverkehrsbedarf  (LUFTAG). V srpnu byla objednána první letadla, 4 kusy Lockheed L-1049G „Super Constellation“. O rok později, 6. srpna 1954 navyšuje společnost základní jmění na 50 mil. DM a mění své jméno na Deutsche Lufthansa Aktiengesellschaft  s jasným odkazem na původní Deutsche Luft Hansa AG, jejíž ochranné známky jsou 17. září 1954 zakoupeny za 30 000 DM. Rychleji než letouny Lockheed byly zakoupeny a dodány stroje Convair CV-440, 1. dubna 1955 tak mohl proběhnout inaugurační let po trase Hamburk-Mnichov. Vše samozřejmě probíhalo pod dohledem a s povolením okupační správy, která skončila 5. května 1955.
Již 8. června 1955 letěl první Super Constellation (s piloty amerických TWA) po trase Hamburk – Dusseldorf – Shannon – New York. Základna společnosti (hub) byla na letišti Hamburk Fuhlsbüttel, roce 1955 se Lufthansa rovněž stává členem IATA. 1. května 1955 byla založena v NDR letecká společnost Deutsche Lufthansa (DDR), jejíž jméno vyvolalo v NSR nevoli. 18. září 1958 v NDR vznikl nový dopravce Interflug, Deutsche Lufthansa (DDR) ale byla zlikvidována až v roce 1963 na základě soudního sporu. I jako důsledek konfliktu však měla Lufthansa zakázány lety do Západního Berlína a to až do pádu komunistického režimu. Od března 1956 létají do USA již plně německé posádky, s růstem počtu letadel ve flotile přibývají i nové destinace: Chicago, Montreal, Buenos Aires, Rio de Janeiro, São Paulo, Bagdád, Beirut, Istanbul a Teherán. V roce 1957 přichází Lockheed L-1649 „Starliner“, který umožňuje létat Frankfurt-New York nonstop. Síť destinací se dál rozrůstá např. o Brusel, Kalkatau a Karáčí.

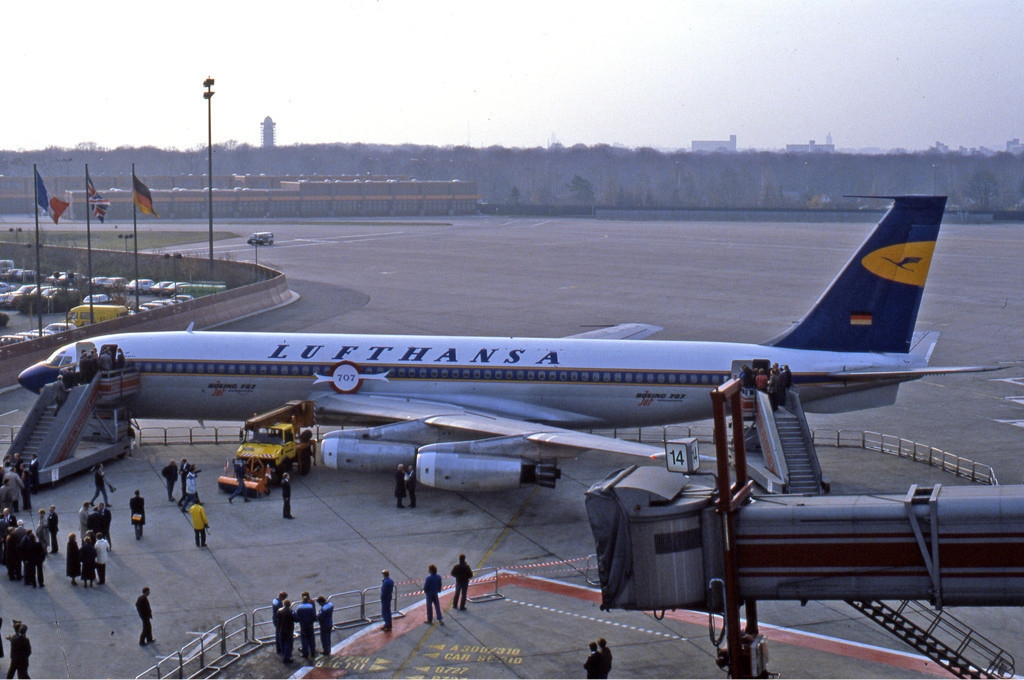
Boeing 707-430

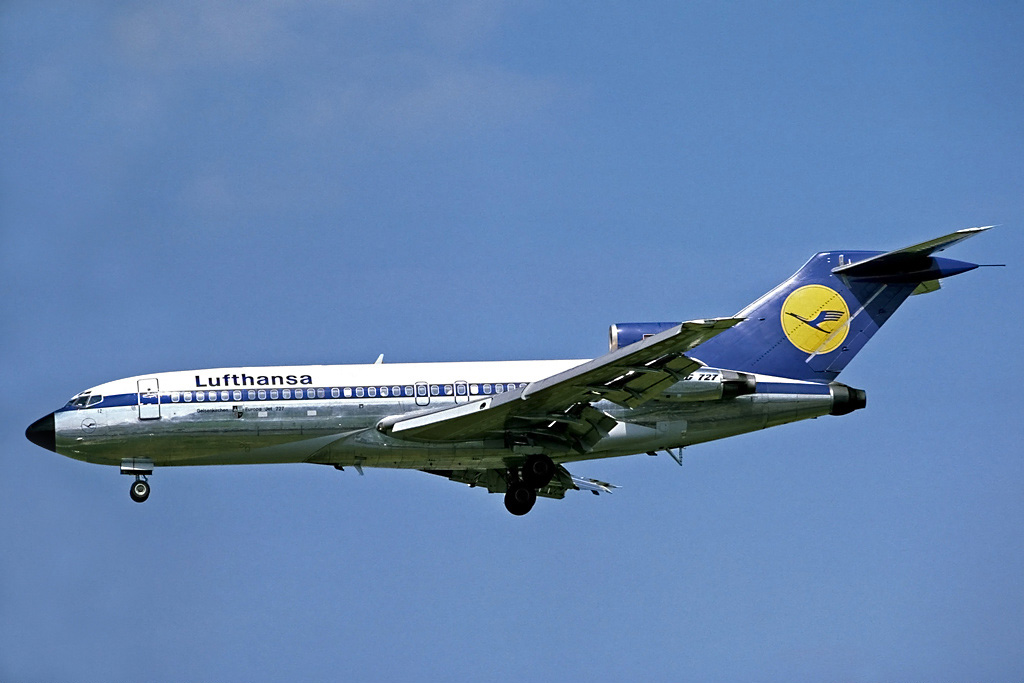
Boeing 727-030 D-ABIZ „Gelsenkirchen“

Jeden z milníků společnosti nastal 2. března 1960, kdy v Hamburku přistál první proudový letoun, Boeing 707-430 registrace D-ABOB (první 4 kusy z celkem 23 byly objednány 23. ledna 1957). Do komerčního provozu byl typ uveden 17. března 1960 na letu Hamburk-Frankfurt-New York. Úsek přes Atlantik trval 9 hodin a 15 minut, dřívější lety s Lockheed L-1649 18 hodin a 20 minut. Nástup Boeingu 707 přinesl taky přímý let Frankfur-Chicago, nové destinace (Dharan, Hongkong, Santiago, San Francisco, Tokio) a definitivní přesun hlavní základny do Frankfurtu nad Mohanem.
Na palubách Boeingu 707 se rovněž objevil produkt Senator First class. Maximálně 24 cestujících v luxusních sedačkách bylo individuálně obsluhováno palubním personálem včetně kuchaře, cestující měli k dispozici bar, kde se čepovalo pivo. Tehdy se taky zrodila tradice, která přetrvala dodnes: každý cestující ve First class Lufthansy obdrží na palubě červenou růži. 20. května 1961 doplňuje flotilu Boeing 720, varianta Boeingu 707 pro krátké a střední tratě. O rok později jsou zavedeny další dvě dálkové linky. Johannesburg se zastávkami v Chartúmu a Nairobi a Lagos. 1. dubna 1963 Lufthansa slavnostně otevírá na trati Frankfurt-Hamburk „low-cost“ kyvadlovou dopravu, tzv. „Luftbus“. Létalo se v pravidelných intervalech letadly Super Constellation, letenky se prodávaly přímo na palubě bez možnosti rezervace míst, nepodávalo se žádné občerstvení. Očekávání však nebyla celkově naplněna a projekt byl v roce 1966 ukončen.
16. dubna 1964 začaly svou dlouholetou službu u Lufthansy (jako u prvního dopravce v Evropě) Boeingy 727-030 „Europa Jet“, další zásadní typ ve flotile. Prvotně měly být náhradou za Boeing 720, který se provozně neosvědčil (pravidelně létalo pouze 6 kusů, poslední byl odprodán v roce 1966). Boeing 727 svými parametry více než vyhovoval, následovaly tak další objednávky. Poslední kus, D-ABKT (po svém vyřazení v roce 1992 byl prodán do Československa firmě Air Terrex, kde létal s registrací OK-JGY) byl dodán 19. ledna 1979. Celkově jich u Lufthansy létalo 57, na pravidelných linkách sloužily až do 4. října 1992 a absolvovaly přes milion letů bez jediné nehody s následkem zranění nebo úmrtí cestujících nebo posádky. Rovněž v roce 1964 jsou zahájeny lety do Tokia polární trasou přes Hamburk, Kodaň a Anchorage.

Boeing 747-130 na známce z roku 1980

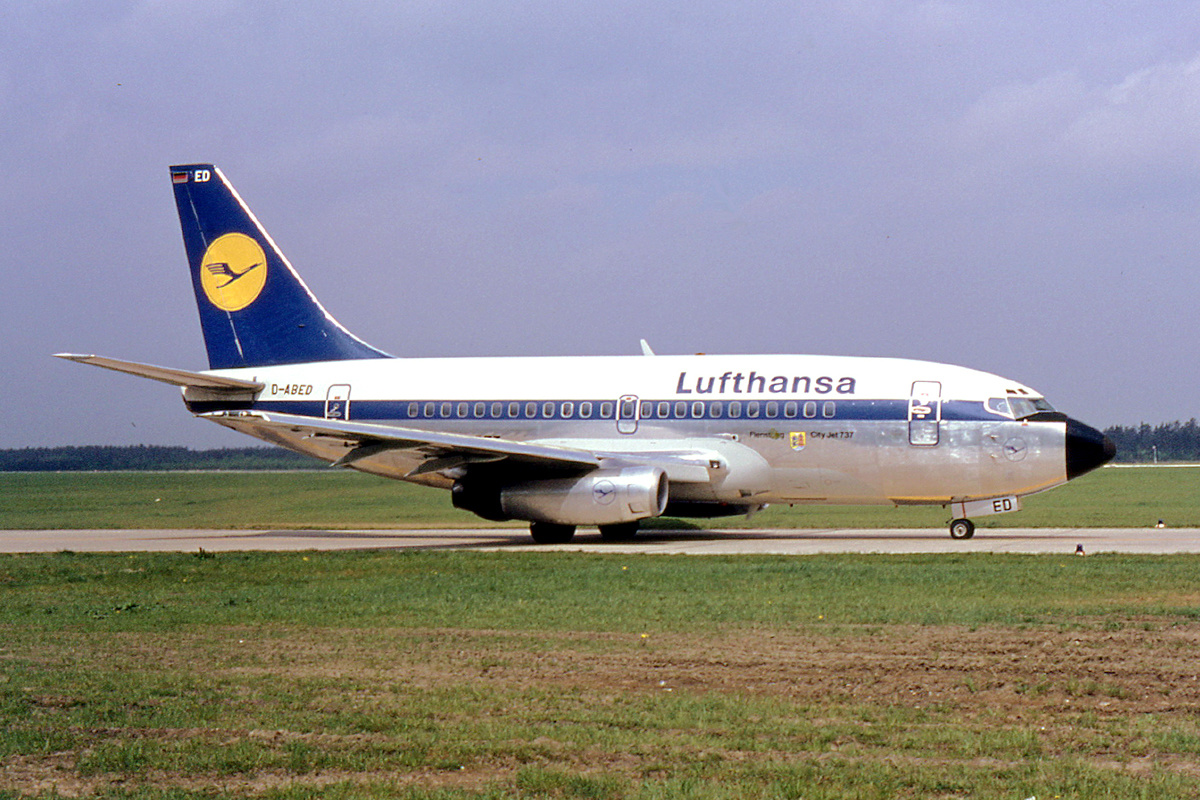
Boeing 737-130 D-ABED „Flensburg“

8. května 1964 spustil Boeing práce na studii nového menšího letounu jako odezvu na typ DC-9 konkurenčních McDonnell Douglas, jehož vývoj započal o 2 roky dříve. Z tohoto důvodu navštívila již v červenci 1964 ke konzultacím nad novým typem Lufthansu delegace Boeingu-Lufthansa se tak od počátku podílela na vývoji budoucího Boeingu 737, který se stal komerčně nejúspěšnějším dopravním letadlem v historii. V prosinci 1964 byl finální projekt pro 84 cestujících ve 2 třídách nabídnut třem potenciálním zákazníkům: Lufthanse, Eastern Air Lines a United Airlines. 31. prosince odchází do důchodu z pozice předsedy představenstva Hans Bongers – „otec německého poválečného letectví“. 19. února 1965 objednává Lufthansa jako první zákazník 21 kusů Boeingu 737-130. 6. dubna 1965 se mapa spojů rozšířila na další kontinent. Linka LH690 létala trasu Frankfurt-Athény-Karáčí-Dillí-Bangkok-Singapur-Sydney, zpáteční let trval týden. 2. dubna 1966 byl otevřen spoj Frankfurt-Praha, Boeing 727 linku LH380 létal v pondělí a v sobotu. Byl to vůbec první spoj Lufthansy do východního bloku. 5. května je otevřeno spojení do Mexico City. 27. června Lufthansa objednává tři kusy velkokapacitního Boeingu 747. 30. prosince 1966 je otevřen spoj Frankfurt-Entebbe-Dar es Salaam. V roce 1967 pokračuje expanze na východ, Prahu následují Bělehrad, Budapešť, Bukurešť a Záhřeb. 6. října 1967 končí službu u Lufthansy Super Constellation, poslední typ s pístovým motorem. 27. prosince 1967 přebrala Lufthansa první Boeing 737-130. Letadlo však zůstalo v USA, kde v Tucsonu pokračoval výcvik pilotů. Pilotní škola Lufthansy působí v Arizoně dodnes, pouze je přemístěna do Phoenixu. Světová premiéra typu, označovaného „City Jet“, nastala 10. února 1968, kdy šéfpilot Dr. Emil Kühnl letěl se strojem registrace D-ABED linku LH147 Frankfurt-Mnichov.
3. listopadu 1968 je zavedeno spojení do Tel Avivu. 1. ledna 1969 se po San Franciscu stává druhou destinací na západě USA Los Angeles. 14. března 1969 podepisují Lufthansa, Air France, Alitalia a Sabena dohodu ATLAS, týkající se společné údržby Boeingů 747. V lednu 1970 se centrála společnosti přemístila do nové moderní budovy na břehu Rýna. Velmi významnou události je přílet prvního Boeingu 747-130 „Jumbo Jet“ do Frankfurtu 9. března 1970. Letoun s registrací D-ABYA se na první komerční let vydal 26. dubna na lince Frankfurt-New York jako první provozovatel typu mimo USA (první komerční let vůbec podnikl PanAm o pouhé tři měsíce dříve, 21. ledna 1970 na lince New York-Londýn). Letoun nabízel do té doby nepoznanou míru prostoru a pohodlí, cestující měli poprvé možnost sledovat za letu promítání filmů a individuálně poslouchat hudbu ze sluchátek. Na horní palubě (má pouze 3 okna na rozdíl od pozdějších verzí), kam se vstupovalo po točitých schodech, byl pouze bar pro cestující první třídy. 18. prosince 1970 je vládami Francie, Německa a Velké Británie založena společnost Airbus Industrie.

### 1971 – 1989

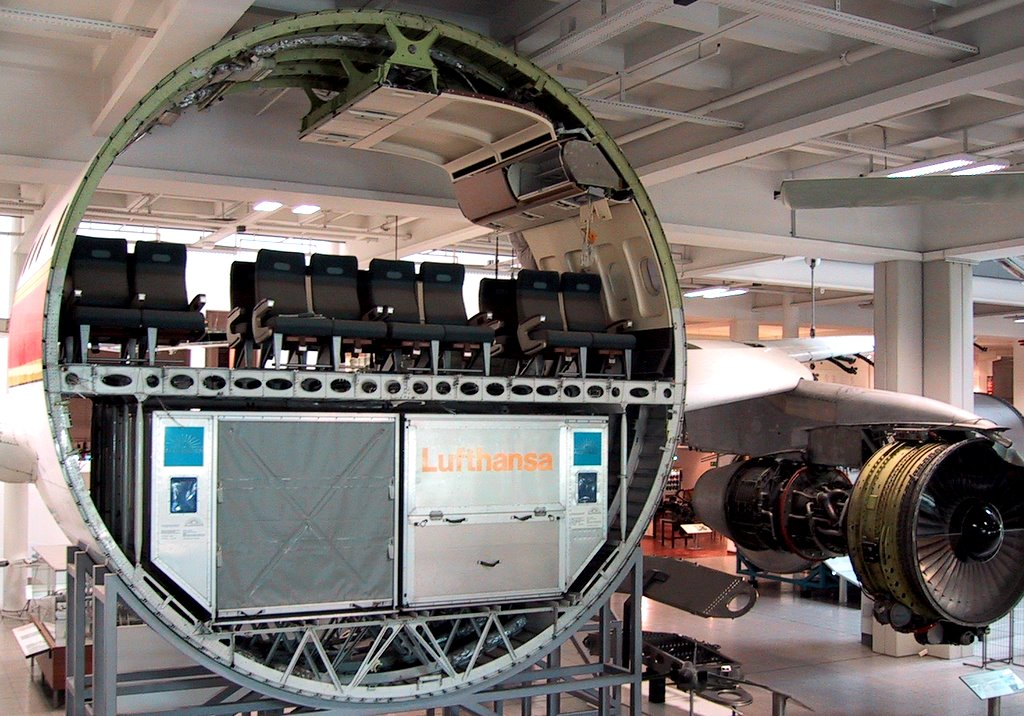
Řez prototypem Airbusu A300B1

Poslední vrtulový typ ve flotile, Vickers 814 Viscount, byl ze služby vyřazen 31. března 1971. V tomto okamžiku sloužily u Lufthansy pouze proudové stroje firmy Boeing. 10. května byla linka z Johannesburgu prodloužena do Entebbe, 13. května byla otevřena Boeingem 707 nová trasa Frankfurt-Mnichov-Casablanca-Rio de Janeiro-Sao Paulo-Asunción. 5. února 1972 se spojil západ s východem spuštěním linky Frankfurt-Moskva, ve stejný den začal z Moskvy do Frankfurtu létat rovněž Aeroflot. 19. dubna firma uvádí do provozu jako první na světě typ Boeing 747-230F, celonákladní verzi Boeingu 747 s kapacitou více než 90 tun. Byl to rovněž první typ s automatickým nakládacím systémem, jaký je používán dodnes. Na konci srpna a začátku září je v rámci LOH 1972 vykonáno 323 speciálních letů.

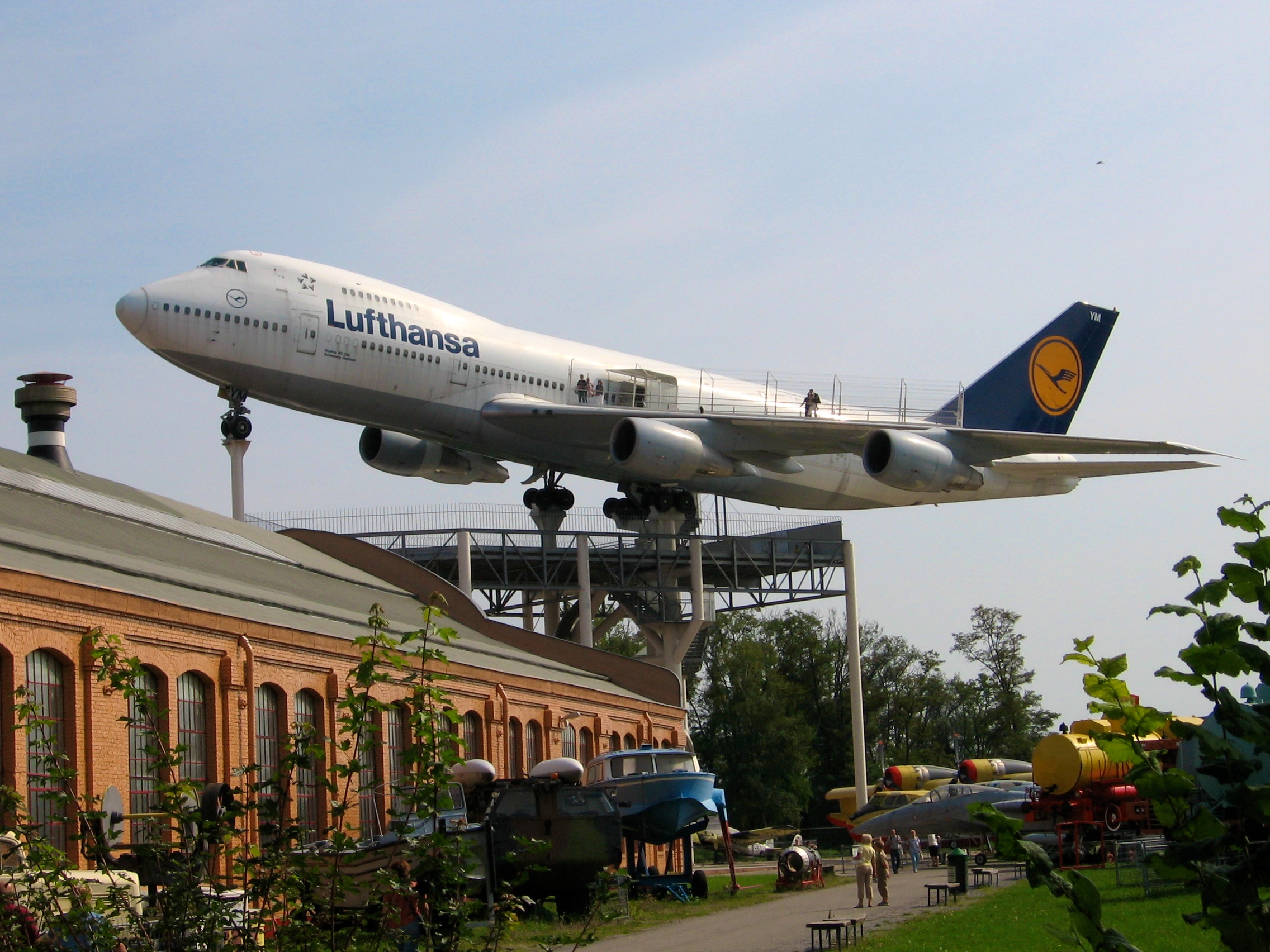
Boeing 747-230 D-ABYM „Schleswig-Holstein“ v technickém muzeu Speyer

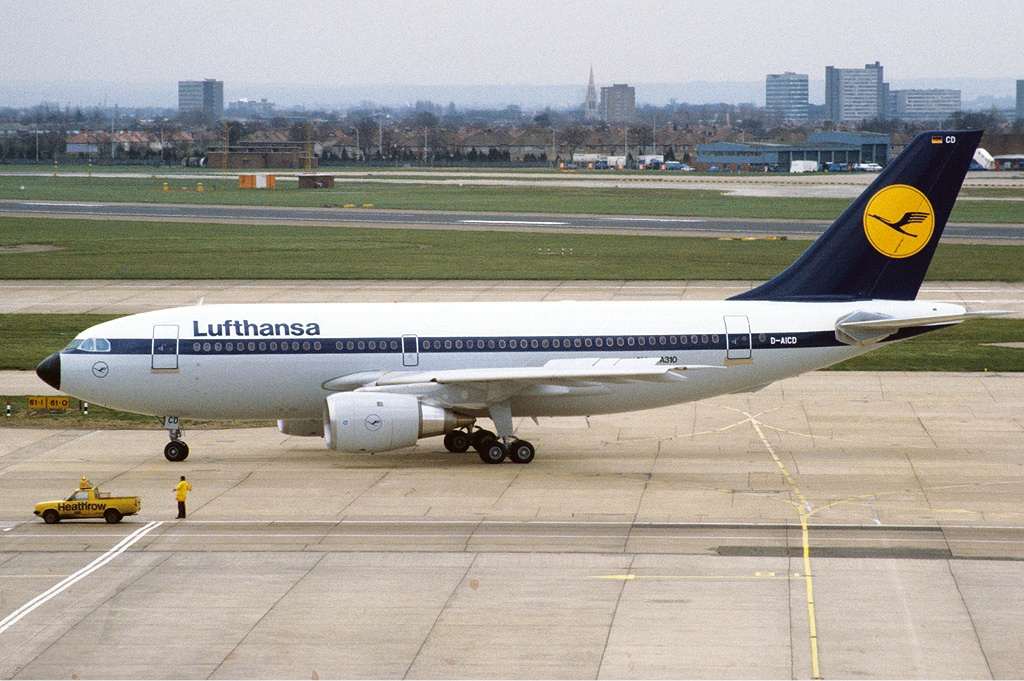
Airbus A310-203 D-AICD

28. října 1972 vzlétl prototyp Airbus A300B1 registrace F-WUAB, první evropský širokotrupý letoun a první širokotrupý letoun pouze se dvěma motory vůbec. 19. prosince předběžně objednává Lufthansa 3 kusy jeho delší verze A300B2.Mezi 12. a 17. březnem 1973 podnikla Lufthansa v rámci tamějších veletrhů 6 zpátečních letů Frankfurt-Lipsko (v tehdejší NDR). 5. srpna 1973 letí poprvé linka LH658 Frankfurt-Moskva-Tokio. Je to již třetí směrování do tohoto města s lety severní cestou přes Anchorage a jižní přes Hongkong. Spoj je po neshodách se Sověty zrušen v březnu 1984. V listopadu 1973 naplno udeřila 1. ropná krize, společnost je nucena z důvodu nedostatku paliva rušit a slučovat lety.14. ledna 1974 se na pravidelné lince LH644 Frankfurt–Řím–Karáčí–Dillí–Bangkok–Hongkong–Tokio představil nový typ DC10-30 výrobce McDonnell Douglas registrace D-ADAO. Tyto třímotorové stroje měly menší kapacitu než Boeingy 747, ale větší než B707, proto byly primárně určeny pro méně vytížené dálkové tratě-zejména do Jižní Ameriky, kde byla kapacita B747 nadbytečná. Postupně se však objevovaly na všech dálkových linkách, létaly však i na Blízký východ. Původní objednávka z 23. září 1970 byla na tři kusy, celkem jich ve flotile sloužilo v pasažérských a celonákladních verzích 13 a to velmi spolehlivě až do roku 1994. 25. června 1975 Lufthansa napevno objednává 3 Airbusy A300B2 a dalších 9 kusů zamlouvá. 23. července 1975 letí inaugurační let linky LH518 Frankfurt-Rabat-Caracas-Bogotá. V roce 1975 Lufthansa poprvé přepravila více než 10 miliónu cestujících (10 147 900).

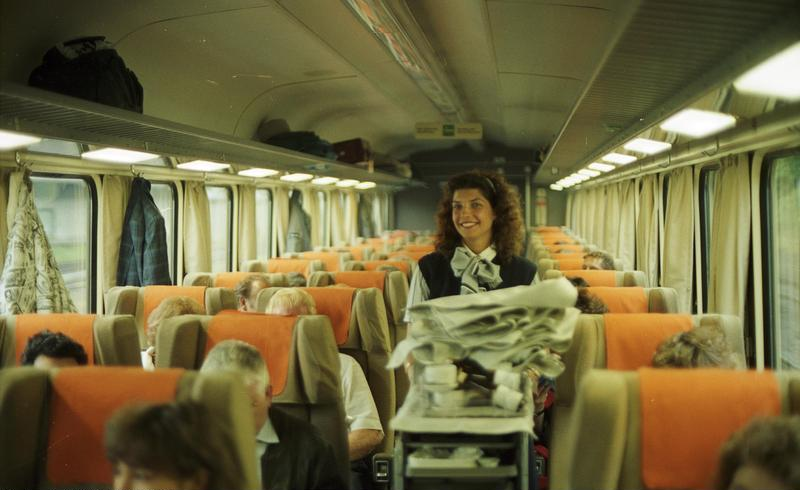
Vlak Lufthansa Airport Express

1. ledna 1976 je do pravidelného provozu u společnosti Air France a British Airways uveden nadzvukový letoun Aérospatiale-BAC Concorde. Lufthansa původně objednala 17. února 1967 tři kusy tohoto stroje, pro jejich budoucí neekonomický provoz je ale objednávka na podzim 1975 zrušena. 2. února 1976 je Lufthanse v Hamburku předán první Airbus A300B2. Stroj registrace D-AIAA je na pravidelné spoje zařazen 1. dubna 1976 na linkách LH762/703 do Hamburku, LH900/726 do Düsseldorf a ještě týž den na první mezinárodní spoj do Londýna na letu LH034/037. 3. května 1976 začal provoz linky LH628 do Dubaje, 2. listopadu do Abú Dhabí, obě se zastávkou v Dhahranu nebo Kuvajtu. 13. května 1977 letěl poprvé upravený Boeing 747-230BM (označovaný Boeing 747SL) D-ABYJ bez mezipřistání Frankfurt-Los Angeles. 14. července podala Lufthansa do té doby největší jednorázovou objednávku, zahrnující pět Boeingů 747 (s opcí na další 4) a šest Boeingů 727 v hodnotě přes miliardu DM. 31. ledna 1978 kupuje Lufthasna 26% podíl v regionální aerolince Deutsche Luftverkehrsgesellschaft mbH a vytváří základ pozdější Lufthansa CityLine. Od 2. listopadu začaly lety do Osaky. V lednu 1979 je představena business třída. Nejprve na severoamerických linkách, od roku 1982 celosvětově, tak jsou k dispozici tři třídy: First, business a economy. 22. března obdržel Boeing objednávku na 32 kusů 737-230, 2. dubna Airbus na 25 kusů nového typu A310. 7. dubna 1980 se otevírá dlouho připravovaná trasa do Pekingu, let LH662 z Frankfurtu s DC10-30 má mezipřistání pouze v Karáčí, 1. května potom linka LH438 Frankfurt-Atlanta-Dallas. 21. prosince 1980 byl dodán první z celkem 41 Boeingů 737-230 Advanced. Letoun přinesl naprosté novinky ve vybavení, např. integrovaného autopilota, automatické brzdy, automatické řízení tahu motorů. Tyto nové funkce měly nejen velký význam z hlediska bezpečnosti, ale přinesly také lepší ekonomiku provozu, delší dolet a snížení hlučnosti.

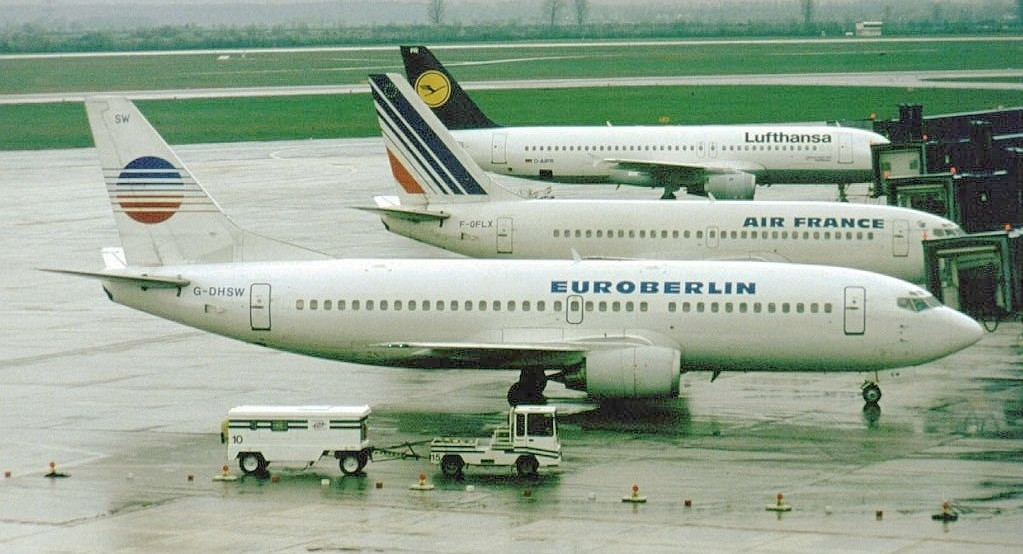
EuroBerlin Boeing 737-3Y0 G-DHSW

17. dubna 1981 začíná linka LH646 Frankfurt-Karáčí-Bangkok-Manila. 23. června 1981 zemřel ve věku 82 let Hans Max Bongers. Nerentabilita krátkých domácích letů byla u vzniku naprosto nového produktu. 28. března 1982 byl spuštěn projekt Lufthansa Airport Express. 4 páry speciálních vlaků jezdily denně z letiště ve Frankfurtu do Dusseldorfu se zastávkami v Bonnu a Kolíně n. R. Vlaky měly číslování jako Lufthansa lety, zavazadla se odbavovala až do cílové destinace. Standardní vlakové jízdenky zde neplatily. Služba si získala velkou oblibu. Spoje jezdily včas, přestup ve Frankfurtu byl jednoduchý a samotná cesta údolím Rýna byla zejména pro turisty atrakcí. Později byla trasa prodloužena v Dusseldorfu na letiště a na jihu do Stuttgartu. Airport Express byl ukončen v roce 1993, ale byl ihned nahrazen spoluprací s Deutsche Bahn na vlacích ICE pod názvem AIRail, kde Lufthansa disponuje svou kapacitou opět s čísly vlaků jako Lufthansa lety. 5. dubna 1982 byla otevřena turistická linka LH534 Frankfurt-Seychely-Mauricius. 29. března 1983 převzala Lufthansa v Toulouse první Airbus A310-203. Tento letoun vychází z Airbusu A300, je kratší a nabízí tak menší kapacitu. Do provozu byl typ zařazen 10. dubna 1983 na linkách LH940 Frankfurt-Stuttgart a LH032 Frankfurt-Londýn. 15. května se síť destinací rozšiřuje linkou LH446 o Calgary Vancouver. 31. prosince 1984 v 11:31 přistál v Hamburku Boeing 707-330 registrace D-ABUL, byl to poslední let typu „707“ po 25 letech služby u Lufthansy. 17. července 1985 provedla Lufthansa další velkou objednávku nových letadel: 6 kusů Airbus A300-600, 15 kusů Airbus A320-211 a 10 kusů Boeing 737-330.

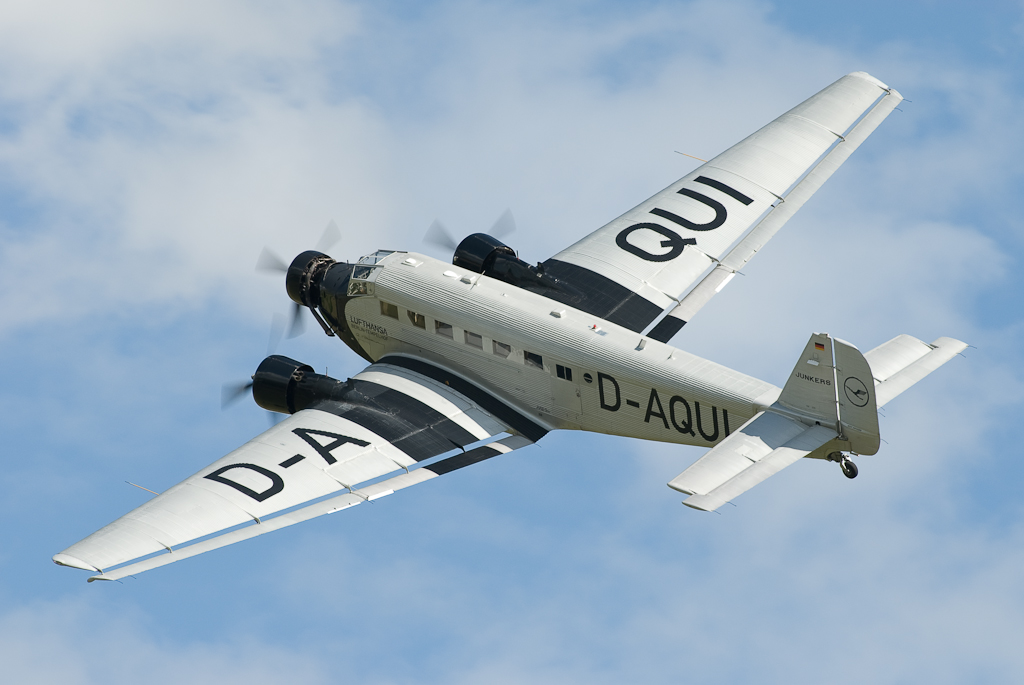
Junkers Ju 52/3m D-AQUI

6. dubna 1986 byla v Hamburku dokončena renovace Junkersu Ju 52/3m. V rámci Lufthansa Berlin Foundation dodnes podniká vyhlídkové lety po celé Evropě. V současné době probíhají práce na renovaci Lockheedu L1649A. 6. května 1986 letí poprvé let LH668 Frankfurt-Hongkong bez mezipřistání. V květnu objednává Lufthansa prvních 6 kusů Boeing 747-430. 5. prosince 1986 byl dodán první Boeing nové verze 737-330 (registrace D-ABXL). Z předchozích modelů „737“ si ponechal pouze základní tvar. Je delší s větší kapacitou, má nové křídlo a zejména nové motory CFM56, které přinesly rapidní snížení hlučnosti, exhalací, spotřeby a zvýšení doletu. 15. ledna 1987 schválilo vedení společnosti nákup nových Airbusů A340, dálkových čtyřmotorových letadel vycházejících z typu A300. Američanka Michele Jett se v lednu 1987 stala první ženou v kokpitu Lufthansy. Se začátkem platnosti letního letového řádu 1987 Lufthansa poprvé v letadlech odděluje kuřácká a nekuřácká místa, nekuřáckých je 70 %. Od 1. dubna 1987 létá Lufthansa do Washingtonu. V létě 1988 mohly být po dohodě mezi Německem a SSSR zavedeny přímé lety z Německa do Tokia přes Sibiř. 24. června 1988 se Lufthansa dohodla na údržbě Airbusů A310 východoněmeckého Interflugu, od 1. července je možno si rezervovat místa na dálkových letech i v ekonomické třídě. 7. listopadu 1988 zahájila lety společnost EuroBerlin France, společný podnik Lufthansy a Air France se základnou na letišti Tegel v Západním Berlíně a spojením do západoněmeckých měst. Projekt byl ukončen v roce 1994.

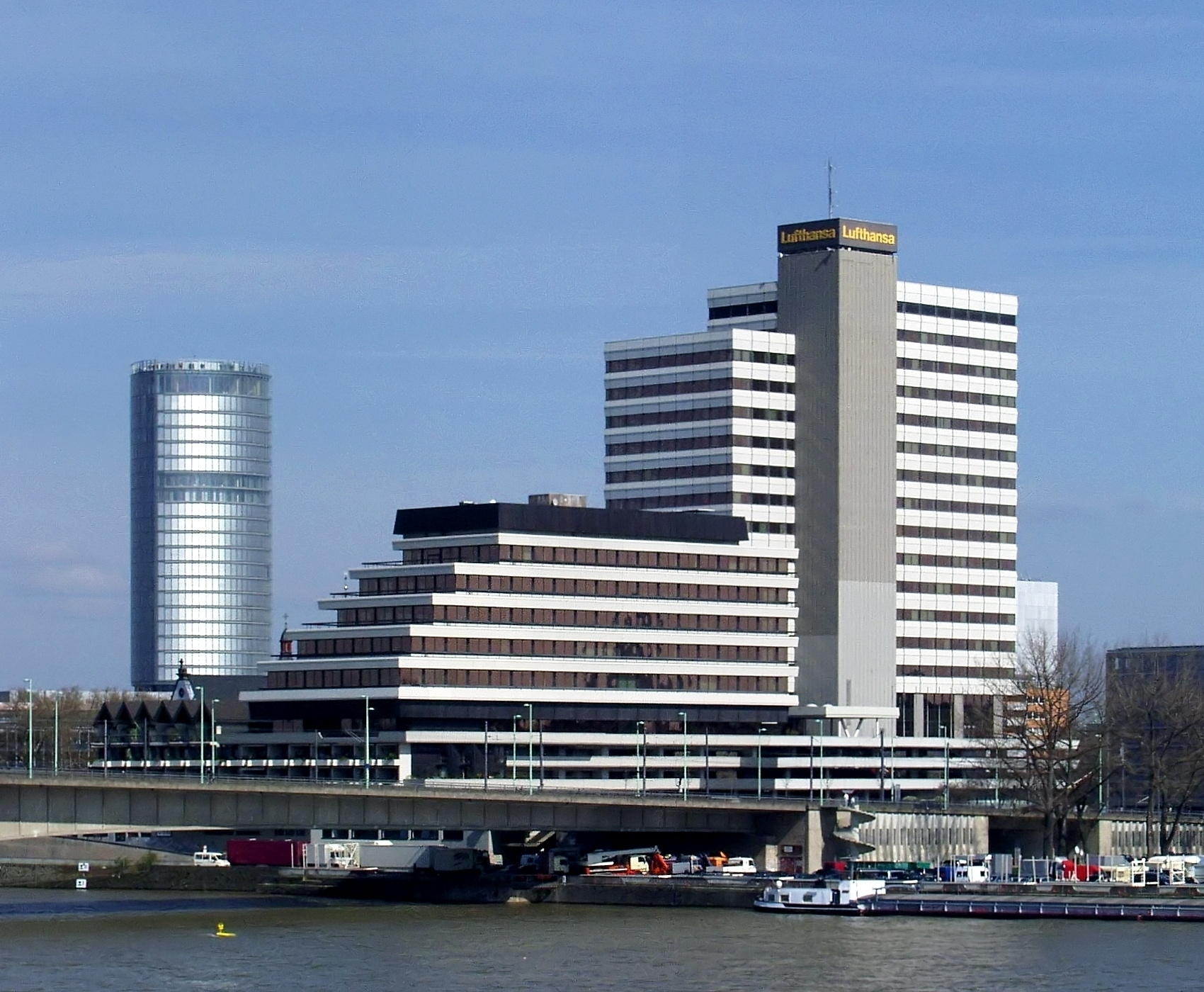
Bývalé sídlo Lufthansy v Kolíně nad Rýnem

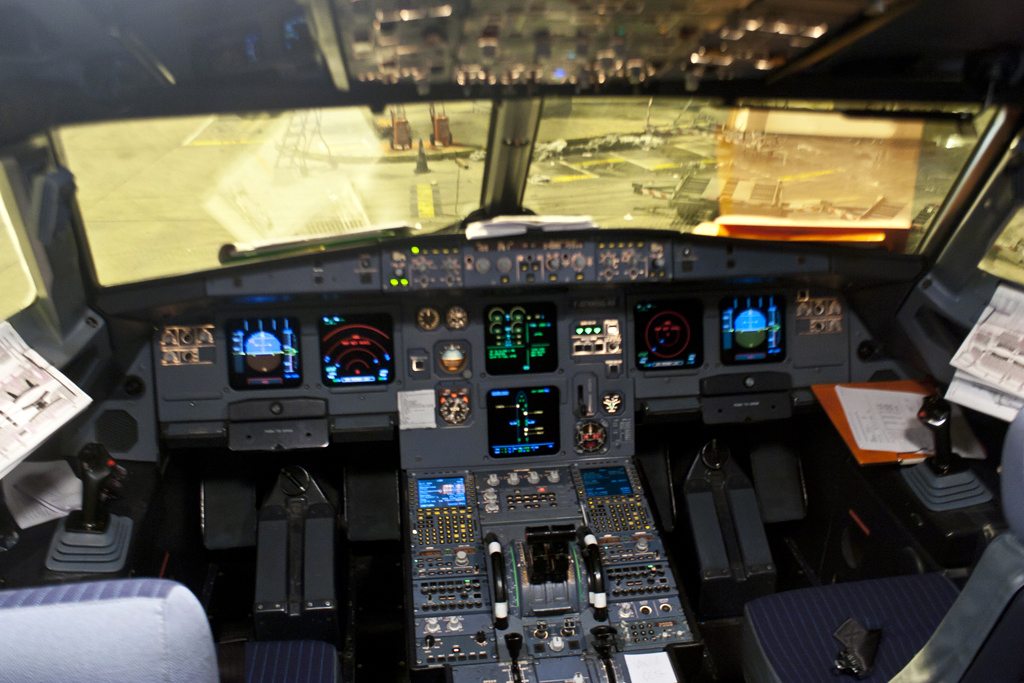
Kokpit Airbusu A320

Koncem roku obdržela Lufthansa první dva kusy Airbusu A310-304, které na rozdíl od stejně velkých A310-203 umožňovaly dolet na východní pobřeží USA. První let přes Atlantik s dvoumotorovým letadlem ale u Lufthansy provedl 12. června 1989 na lince LH414 Frankfurt-Montreal-Philadelphia Airbus A300-600. 25. května přistál ve Frankfurtu první z celkem třiceti Boeingů 747-430 (registrace D-ABVB) v barvách Lufthansy. Tento typ, na jehož vývoji se rovněž Lufthansa podílela, se na téměř 20 let stane „tažným koněm“ dálkové flotily Lufthansy. 5. července 1989 navýšila valná hromada společnosti základní jmění na 1,52 miliardy DM. Vláda se tohoto navýšení nezúčastnila, poprvé tak má v Lufthanse většinový podíl soukromý kapitál (51,42 %). 11. září 1989 zakládají Lufthansa a Turkish Airlines charterovou leteckou společnost SunExpress se základnou v turecké Antalyi. 22. září objednává Lufthansa 20 kusů letadel Airbus A321-100 a stává se prvním zákazníkem modelu. 29. října 1989 vstupuje na letu LH1810 Frankfurt-Zurich na pravidelné linky u Lufthansy přelomový typ Airbus A320-211. Jako první dopravní letoun má tzv. fly-by-wire řízení, ovládané v kabině sidesticky, klasické přístroje jsou nahrazeny LCD displeji. V budoucnu se stane nejrozšířenějším typem ve flotile Lufthansy. 9. listopadu 1989 dochází k Pádu Berlínské zdi, 28. prosince 1989 překonala Lufthansa hranici 20 miliónů přepravených cestujících.

### 1990 – 2000

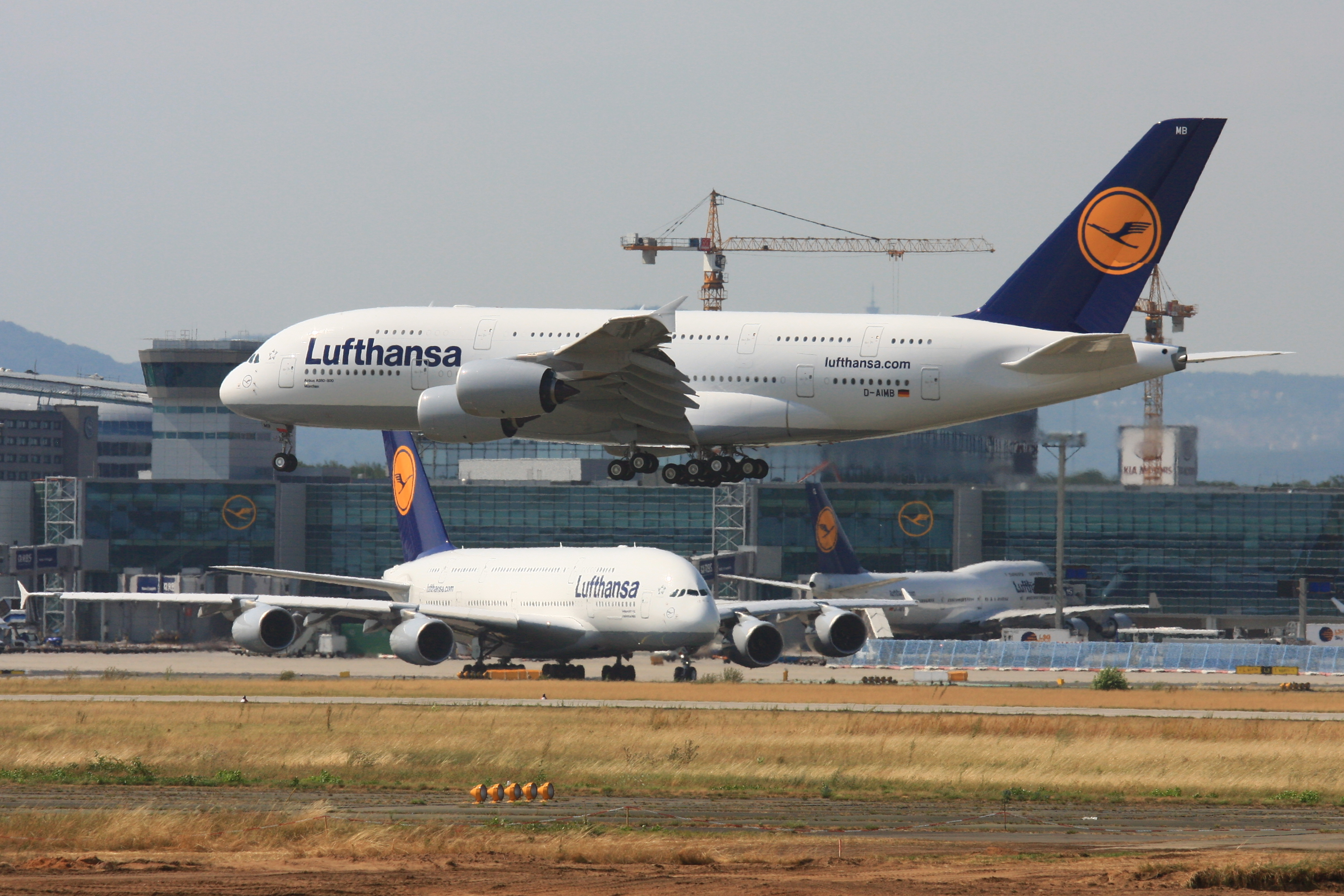
Dva Airbusy A380 a Boeing 747 na letišti Frankfurt

Dne 28. října 1990, 25 dní po spojení Německa, obnovuje Lufthansa lety do Berlína.
Dne 18. května 1997 Lufthansa společně s společnostmi Air Canada, Scandinavian Airlines, Thai Airways a United Airlines založila alianci Star Alliance. V roce 2000 se společnost Air One stala partnerem Lufthansy a brzy byly všechny lety Air One označeny jako lety Lufthansy.

### Od 2001
V červnu 2003 Lufthansa na mnichovském letišti otevřela Terminál 2, který se stal jedním z prvních terminálů v Evropě, který částečně vlastní letecká společnost.
Od 17. května 2004 je v některých letadlech Lufthansy možný stálý přístup k internetu pomocí služby Connexion by Boeing. Dne 22. března 2005 se společnosti Swiss a Lufthansa ekonomicky spojily. Nadále ale vystupují jako dvě samostatné společnosti. Dne 6. prosince 2006 bylo objednáno 20 dvoupatrových Boeingů 747-8. Od roku 2010 aerolinie provozuje také největší dopravní letoun světa, a to Airbus A380 (celkem 14 kusů).
V roce 2017 se stala Lufthansa jako první evropská aerolinie pětihvězdičková letecká společnost dle agentury Skytrax. Na začátku roku 2018 společnost po třiceti letech odhalila nový grafický vizuál a nátěr letadel. Z letadel zmizela sytě žlutá barva a nahradil ji nový odstín modré.

## Reakce napandemii covidu-19v roce 2020
- Pomoc německého státu je podmíněna následujícími kroky:
- Omezení mezd managementu, neproplácení dividend
- Stát nakoupí transparentně akcie obchodovatelné na burze za výhodnou cenu 2,64 akcie za kus (cca 1/3 ceny oproti ceně akcie na burze).
- Firma dostane půjčku s rostoucím úrokem začínajícím na 4% na první dva roky, který vzroste až na 9,5% úroků kvůli rychlému

splacení půjčky.
- 27.5. 2020 Představenstvo společnosti odmítlo antimonopolní podmínky Evropské unie kvůli získání půjčky od státu. Podmínkami je uvolnění části časových slotů na Letišti Mnichov a na Letišti Frankfurt nad Mohanem. [27]
- 30.5. 2020 Firma akceptovala podmínky Evropské komise kvůli získání půjčky od státu a vzdá se 24 slotů na Letišti Mnichov a na Letišti Frankfurt nad Mohanem. Transakce musí být potvrzena dozorčí radou a valnou hromadou. [28]
- 11.6. 2020 Lufthansa v rámci restrukturalizace kvůli vládní pomoci plánuje zrušit 22 000 pracovních míst, z toho 50% v Německu. [29] [30]
- 17.6. 2020 Finanční vládní pomoc pro Lufthansu chce ještě s vládou projednávat před Valnou hromadou, která se má konat 25.6.2020, jeden z hlavních akcionářů Heinz Hermann Thiele, vlastník 15,5 % procent akcií. [31] [32]

## Skupina Lufthansa

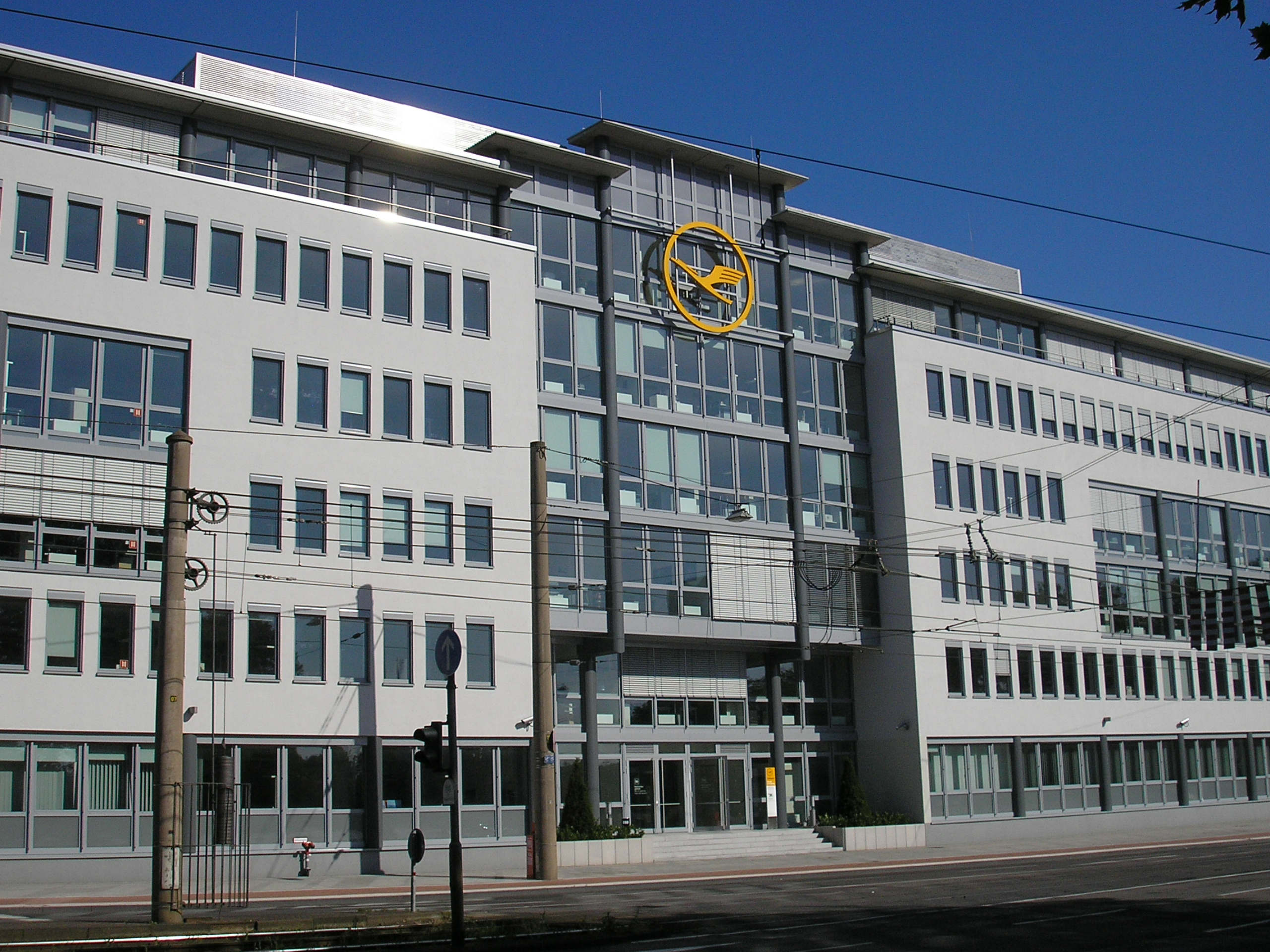
Hlavní vchod do sídla Lufthansy ve čtvrti Deutz v Kolíně

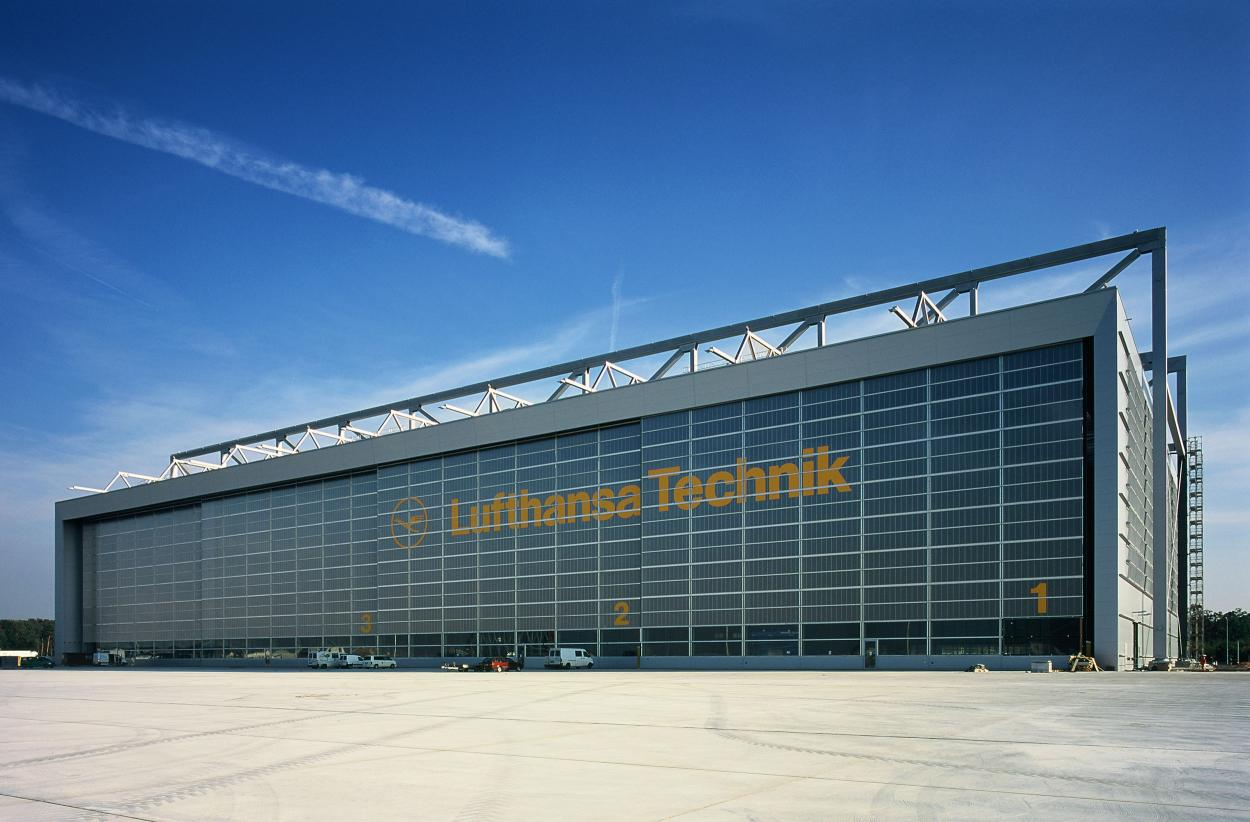
Hangar firmy Lufthansa Technik na letišti ve Frankfurtu

Deutsche Lufthansa AG (označovaná taky Lufthansa Group) se skládá z více než 400 dceřiných a přidružených společností. Podniková struktura je rozdělena do pěti hlavních obchodních segmentů:
- osobní doprava
- logistika
- MRO
- IT služby
- catering

Skupinu dále tvoří další servisní a finanční společnosti, např. Delvag Luftfahrtversicherungs-AG (pojišťovna), Lufthansa AirPlus Servicekarten GmbH (poskytovatel platebních řešení), Lufthansa Flight Training GmbH (výcvik leteckého personálu).
V roce 2011 měla Deutsche Lufthansa AG obrat 28 734 mil. EUR a 119 084 zaměstnanců. Společnost je ze 100 % volně obchodovatelná. Vlastnickou strukturu tvoří instituce (61,5 %) a soukromí investoři (38,5 %), z národnostního pohledu jsou na prvním místě investoři z Německa (68,6 %), USA (9,2 %) a Lucemburska (7,6 %). Největší podíly vlastní Templeton Global Advisors Limited (5 %) a BlackRock, Inc., New York, USA (4,9 %). Od 1. ledna 2011 je ředitelem společnosti Dr. Christoph Franz.

### Osobní doprava

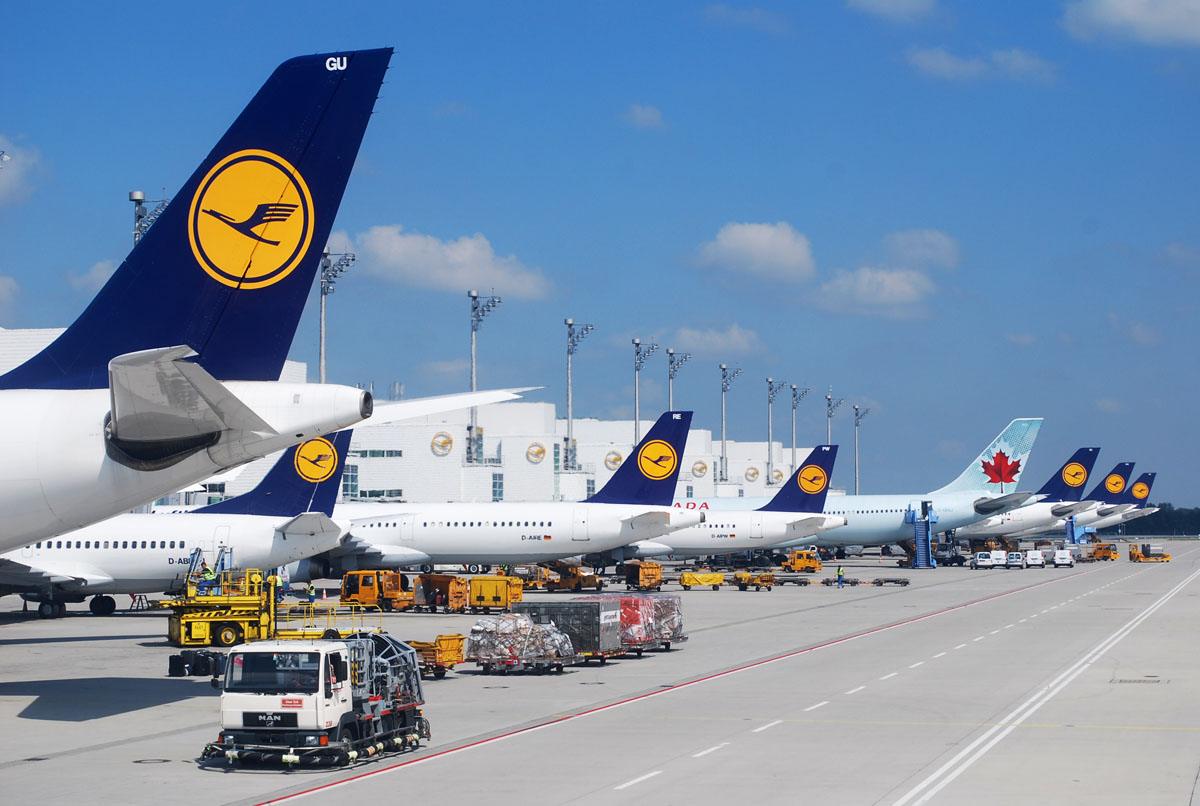
Letadla Lufthansy a firmy Air Canada na letišti v Mnichově

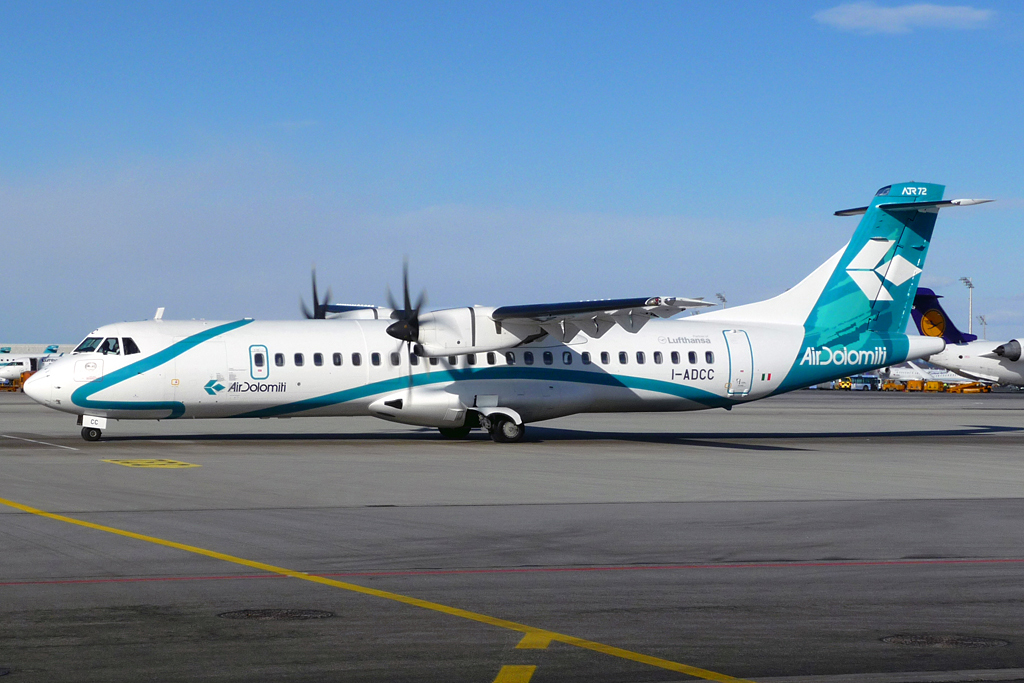
ATR 72-500 společnosti Air Dolomiti

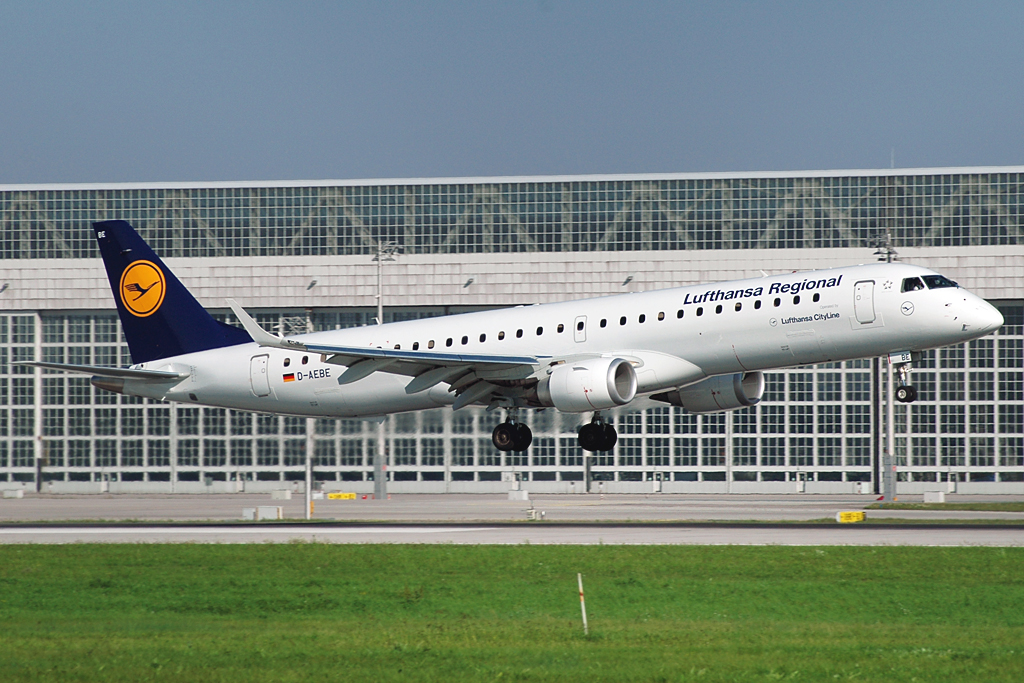
Embraer z Lufthansy Cityline v regionálních barvách

Segment osobní dopravy je hlavním předmětem činnosti Lufthansy a generuje tak největší obrat, 20 290 mil. EUR v roce 2011. Samotnou pravidelnou osobní leteckou dopravu pod hlavičkou „Lufthansa“ dnes zajišťuje Lufthansa Passenger Airlines flotilou svých letadel a letadly partnerů sdružených v Lufthansa Regional. Dalšími částmi segmentu jsou dále letecké společnosti plně nebo částečně vlastněné Deutsche Lufthansa AG, ale operující lety pod svou hlavičkou.
- Lufthansa Passenger Airlines
  - Lufthansa
  - Lufthansa Regional
    - Air Dolomiti
    - Eurowings
    - Lufthansa CityLine
    - Discover Airlines[41]
- Swiss International Air Lines
  - Swiss European Air Lines - dceřiná společnost operující linky především z Ženevy a Basileje
  - Edelweiss Air - charterová odnož operuje z Curychu do turistických destinací[42]
- Austrian Airlines
- Germanwings - zkrachovala, bývalá nízkonákladová aerolinie, podíl Lufthansa Group 100 %.
- Brussels Airlines
- SunExpress - letecký dopravce se sídlem v Antalyi, provozující pravidelné a charterové lety zejména mezi Tureckem a Německem (50 %)[43]

Poslední část tvoří společnosti, v nichž má sice Deutsche Lufthansa AG podíly, ale jejich hospodářské a přepravní výkony se ve spojitosti s Lufthansou neuvádějí a tyto se tak de jure nachází mimo hlavní strukturu:
- ITA Airways – vlajkový letecký dopravce Itálie se sídlem v Římě (41%)
- Luxair – vlajkový letecký dopravce Lucemburska se sídlem v Lucemburku (14,44 %).
- JetBlue – americká nízkonákladová letecká společnost se sídlem v Long Island City poblíž New Yorku. Hlavní základnu má na Letišti JFK (15,85 %)

### Logistika

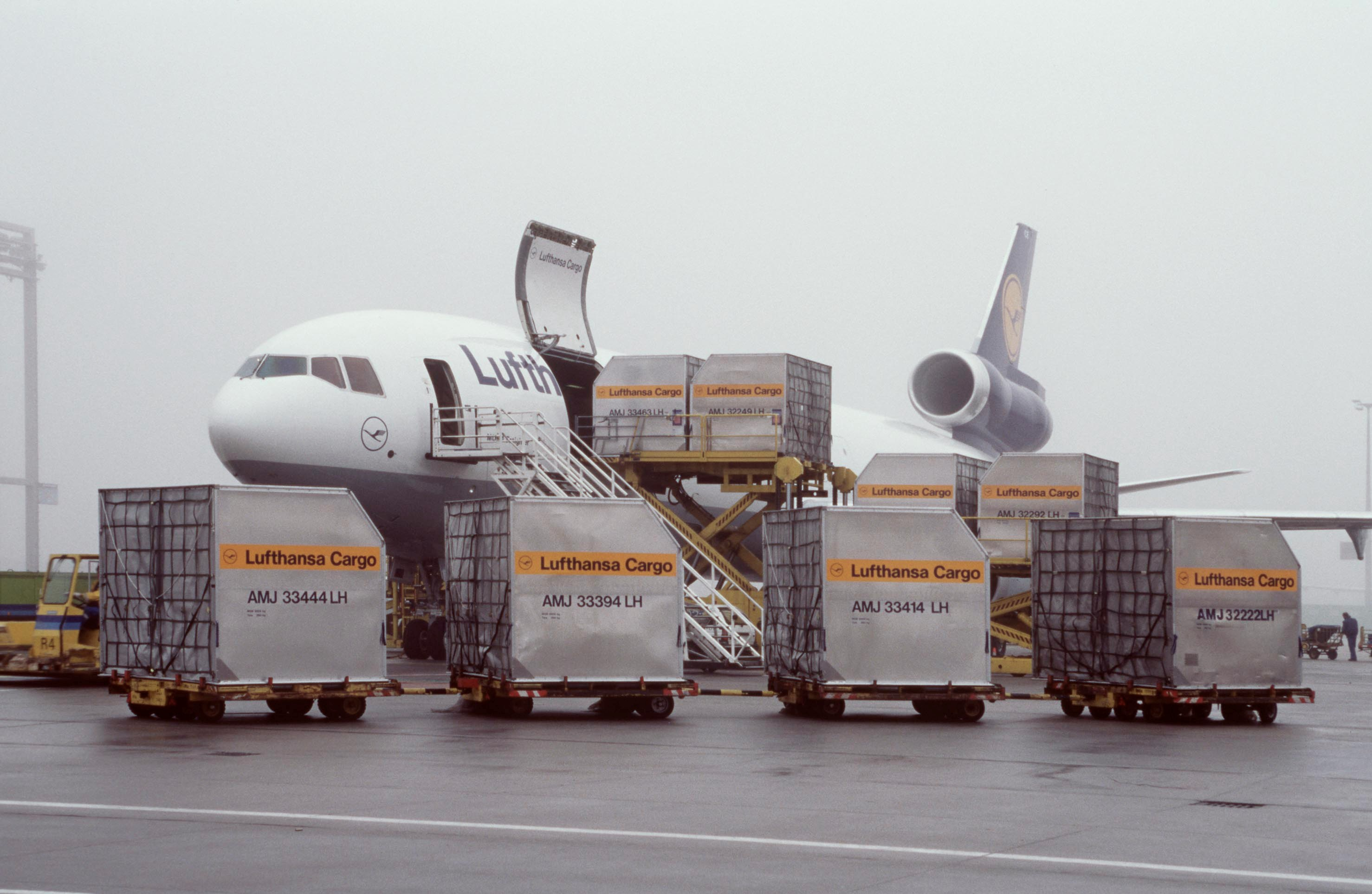
Nakládka kontejnerů do MD-11F Lufthansa Cargo

Lufthansa Cargo Group zahrnuje 18 navzájem se doplňujících společností skupiny Deutsche Lufthansa AG. Její jádro tvoří 7 plně nebo částečně vlastněných poskytovatelů nákladní kapacity: Lufthansa Cargo AG (podíl Lufthansa Group 100 %), Lufthansa Cargo Charter Agency GmbH (100 %), AeroLogic GmbH (50 %), Jade Cargo International Ltd. (25 %), Austrian Lufthansa Cargo GmbH (100 %), Brussels Airlines Cargo (45 %), Swiss WorldCargo (100 %).

#### Lufthansa Cargo AG
Společnost zajišťuje celosvětově v zastoupení Lufthansy leteckou nákladní přepravu a logistické služby. Provozuje flotilu 18 letadel McDonnell Douglas MD-11F, tyto budou doplněny 5 kusy Boeingu 777F. Sídlo společnosti a hlavní operační základna jsou na letišti Frankfurt, největší základna mimo Německo je v Krasnojarsku.

### MRO
Jádro činnosti Lufthansa Technik AG se sídlem na letišti v Hamburku je program údržby, oprav a generálních oprav letadel, tzv. MRO (maintenance, repair and overhaul). Firma má celosvětově přes 26 500 zaměstnanců na 60 pobočkách. Obrat za rok 2011 byl 4 092 mil. EUR. Divize VIP and Executive Jet Solutions se zabývá návrhem a realizacemi speciálních interiérů letadel všech kategorií.

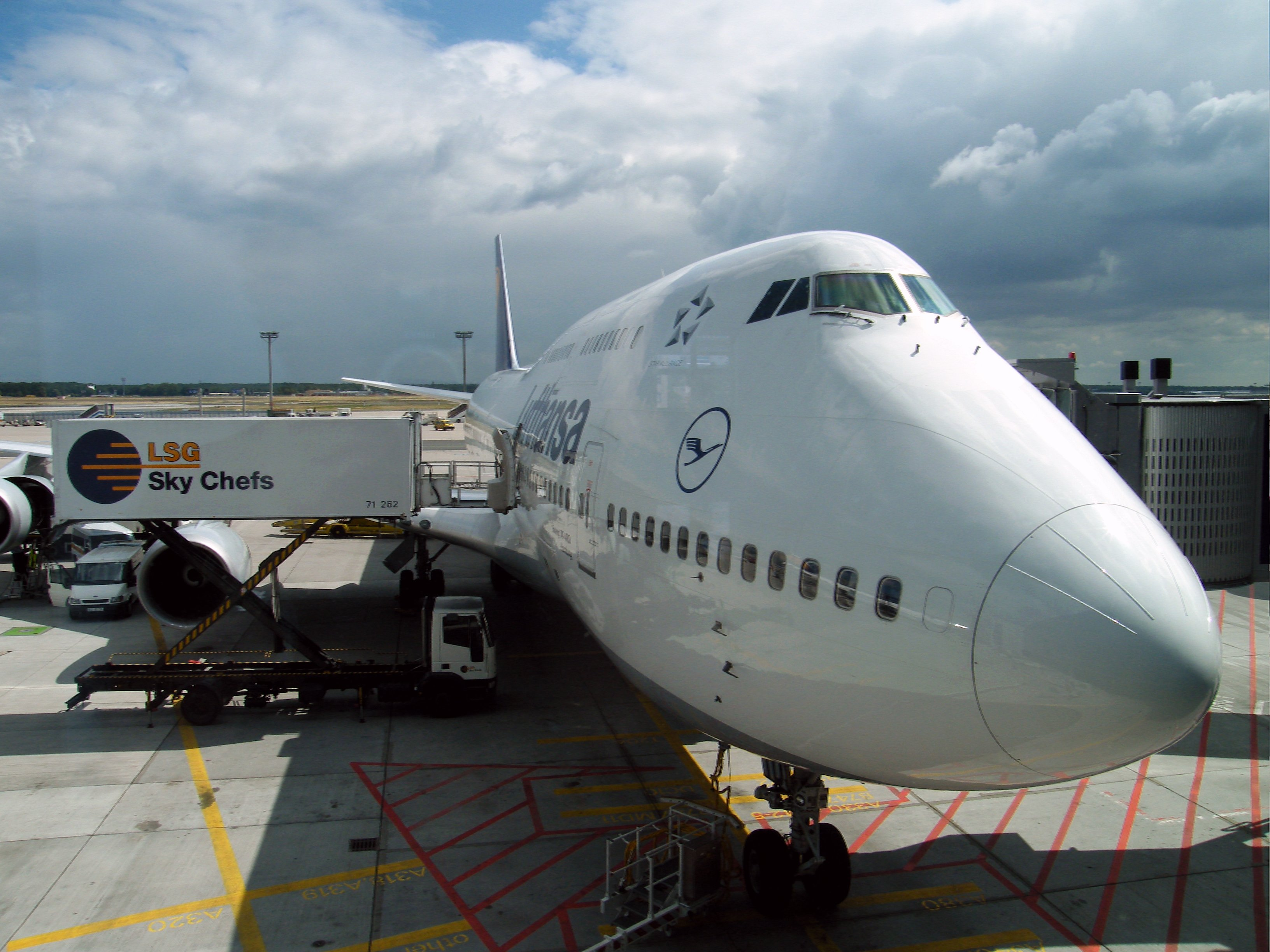
LSG Sky Chefs a B747-400 Lufthansy

### IT služby
Lufthansa Systems AG je největší evropský letecký IT provider, zabývající se všemi procesy letecké dopravy. Společnost byla založena v roce 1995 osamostatněním IT divize Lufthansy. Nyní má pobočky v 16 zemích a 3000 zaměstnanců. V roce 1987 se Lufthansa podílela na vývoji a vzniku distribučního systému (GDS) Amadeus.

### Catering
Segment leteckého cateringu Lufthansy tvoří celosvětově více než 110 společností. Většina z nich je zahrnutá v LSG Lufthansa Service Holding AG. Ten pod hlavičkou LSG Sky Chefs operuje na více než 200 letištích ve 52 zemích světa, nabízí své služby více než 300 leteckým společnostem a ročně připraví téměř 500 miliónů jídel.

## Flotila

### Současná

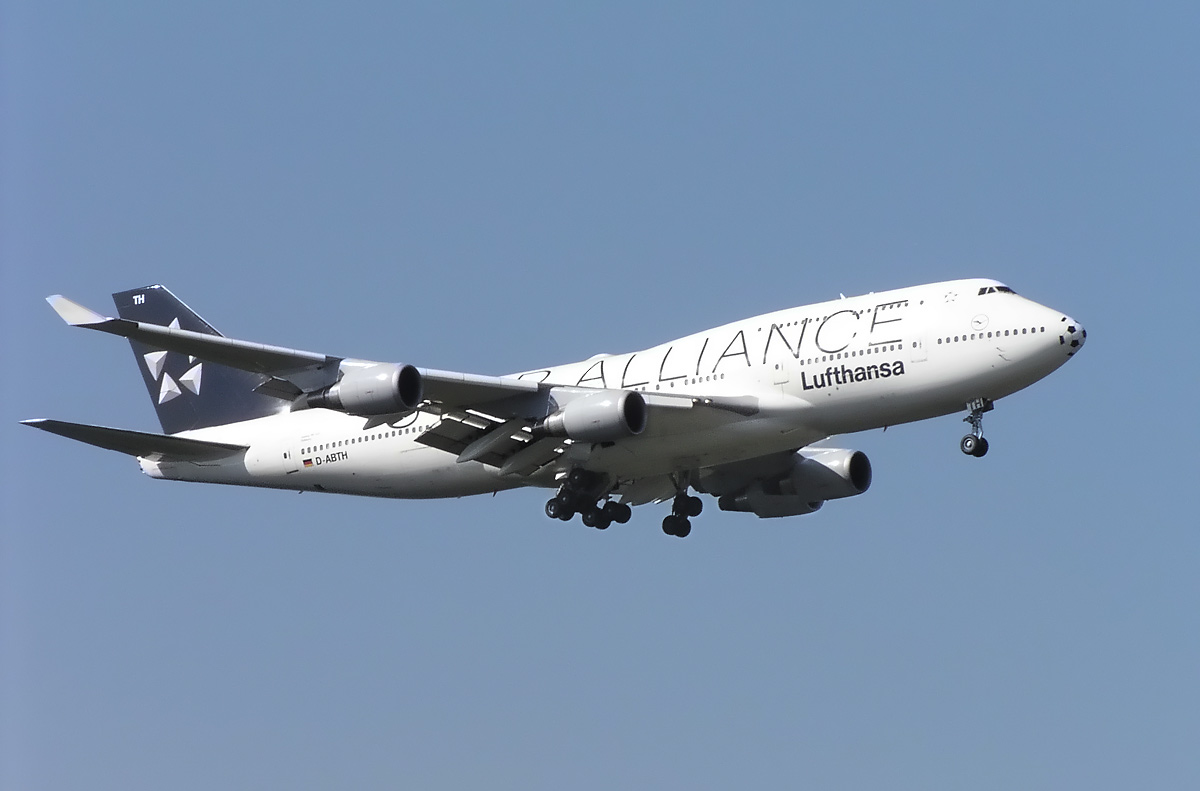
Lufthansa Boeing 747-430 D-ABTH ve zbarvení Star Alliance

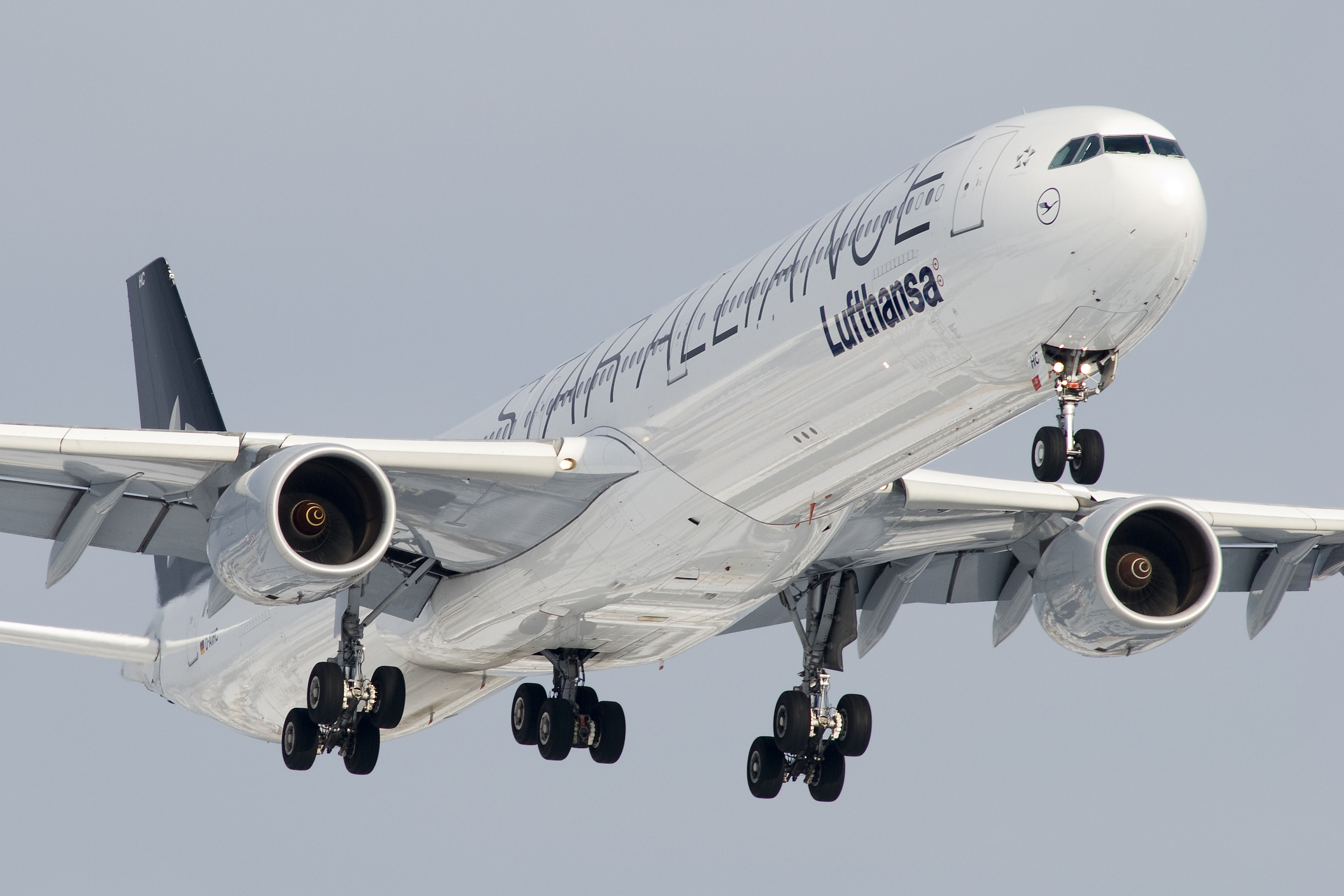
Lufthansa Airbus A340-642 D-AIHC ve zbarvení Star Alliance

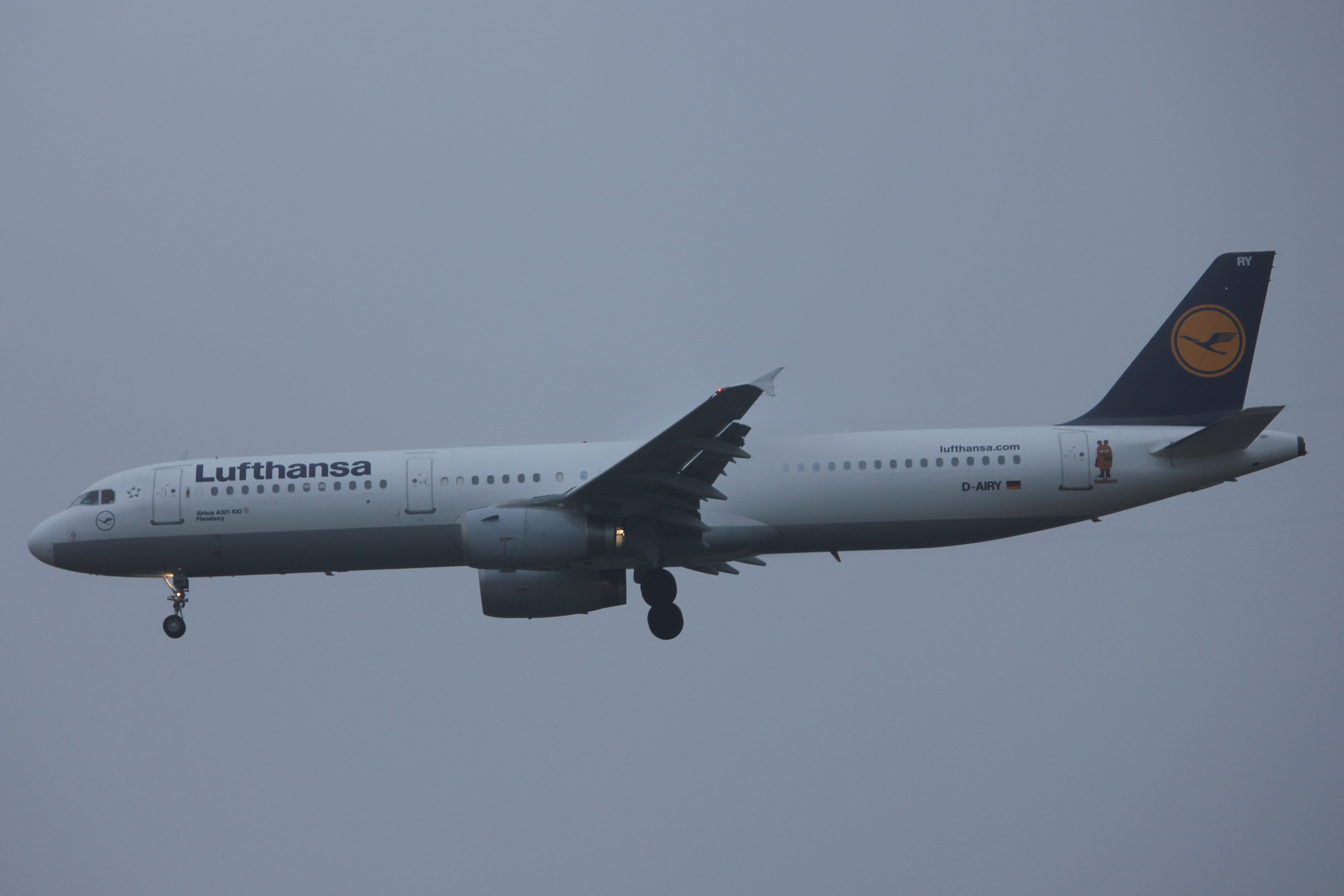
Lufthans Airbus A321-100 D-AIRY „Die Maus“

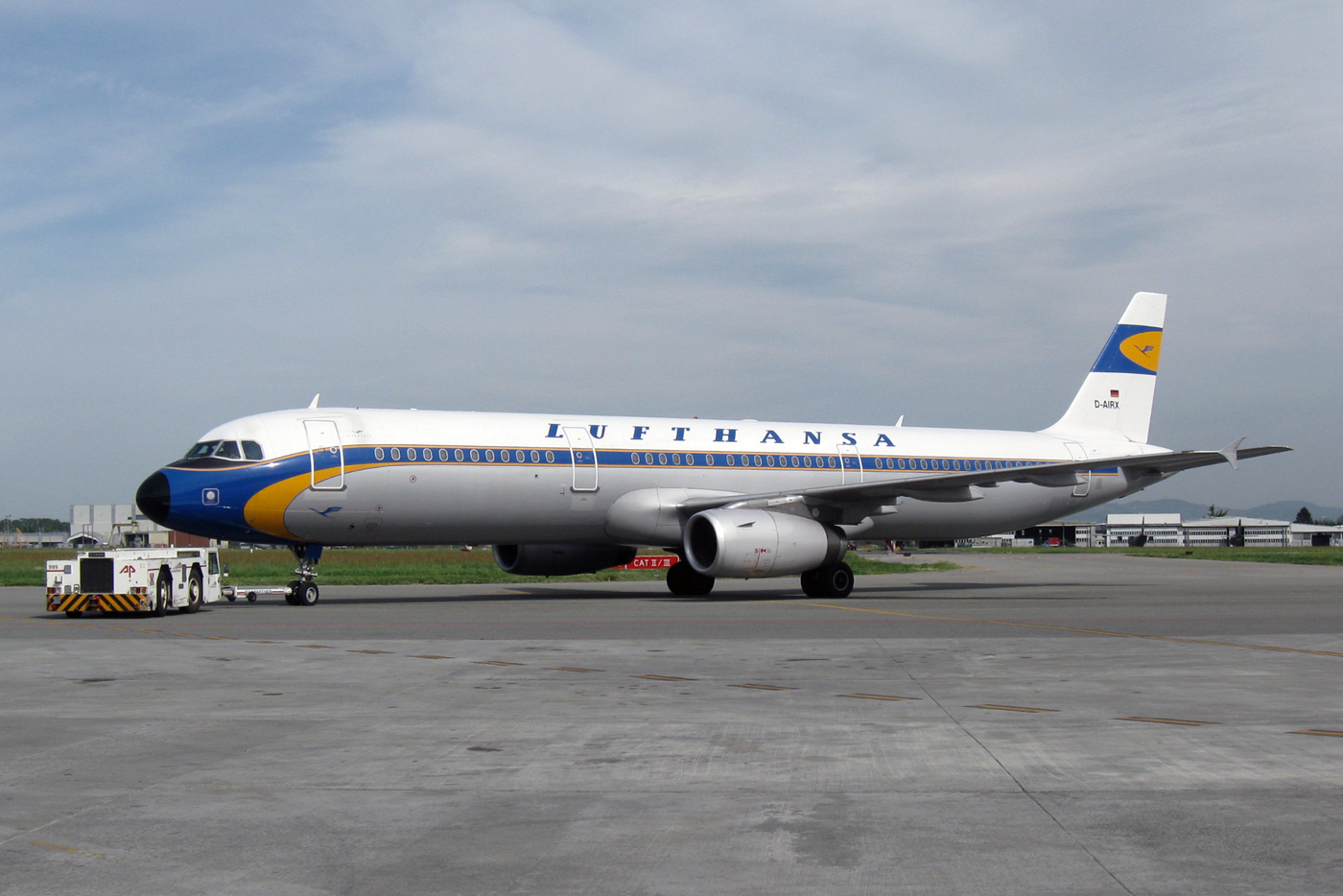
Lufthans Airbus A321-131 D-AIRX „Retrojet“

Flotila Lufthansy v listopadu 2016 čítala 271 letounů průměrného stáří 11,1 let, přičemž dalších 176 kusů bylo objednáno. Flotila této společnosti se zmenšuje, v únoru 2013 totiž u ní létalo celkem 309 letounů, na druhou stranu je oproti roku 2013 průměrné stáří letadel o 1,5 let menší. 

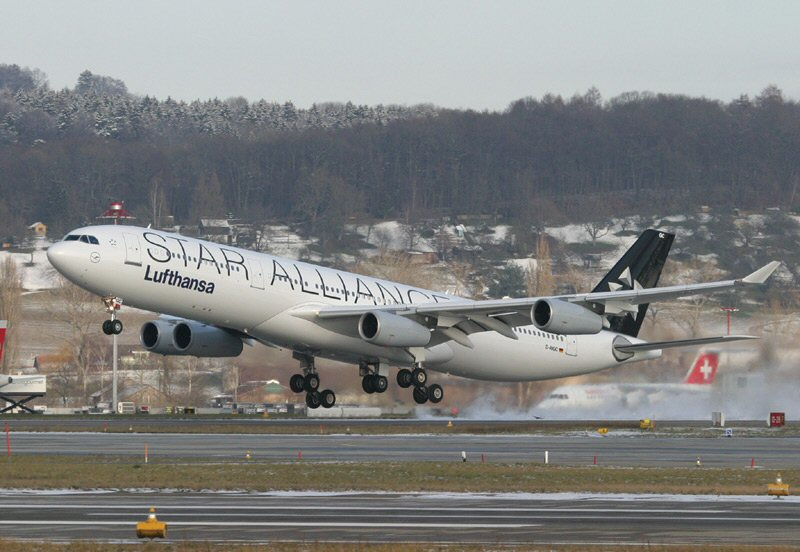
Lufthansa Airbus A340-311 D-AIGC ve zbarvení Star Alliance

### Registrační značky

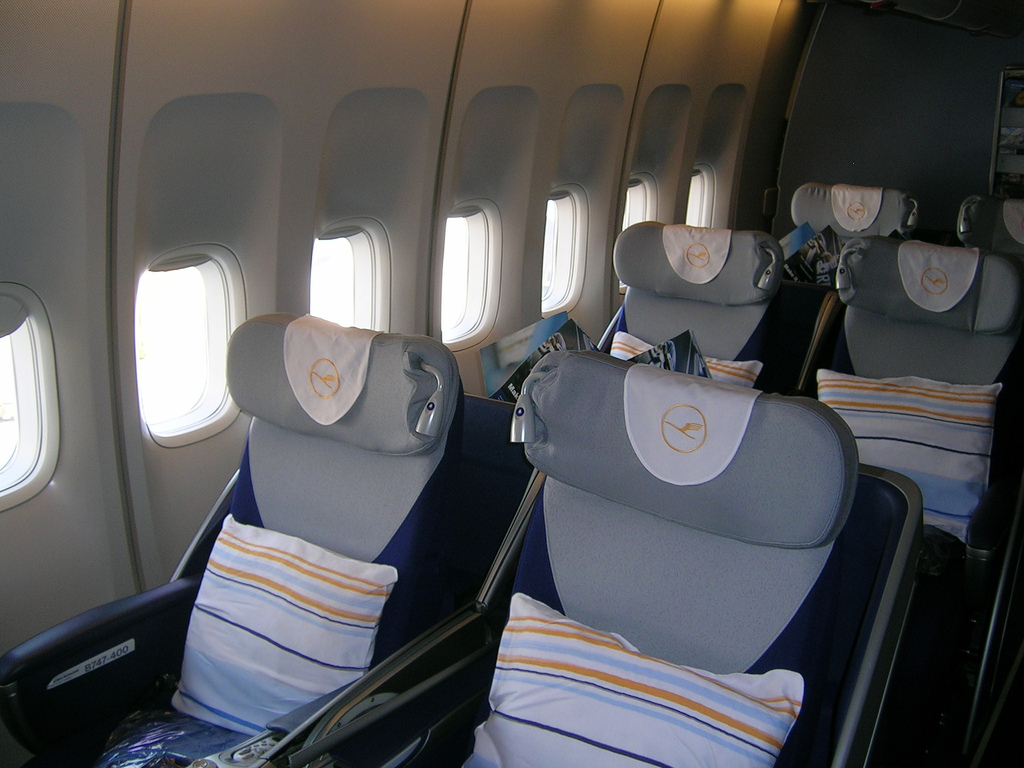
Boeing 747-400 Business Class

Boeing customer code Lufthansy je 30, přesné určení typu je tak např. 747-430.

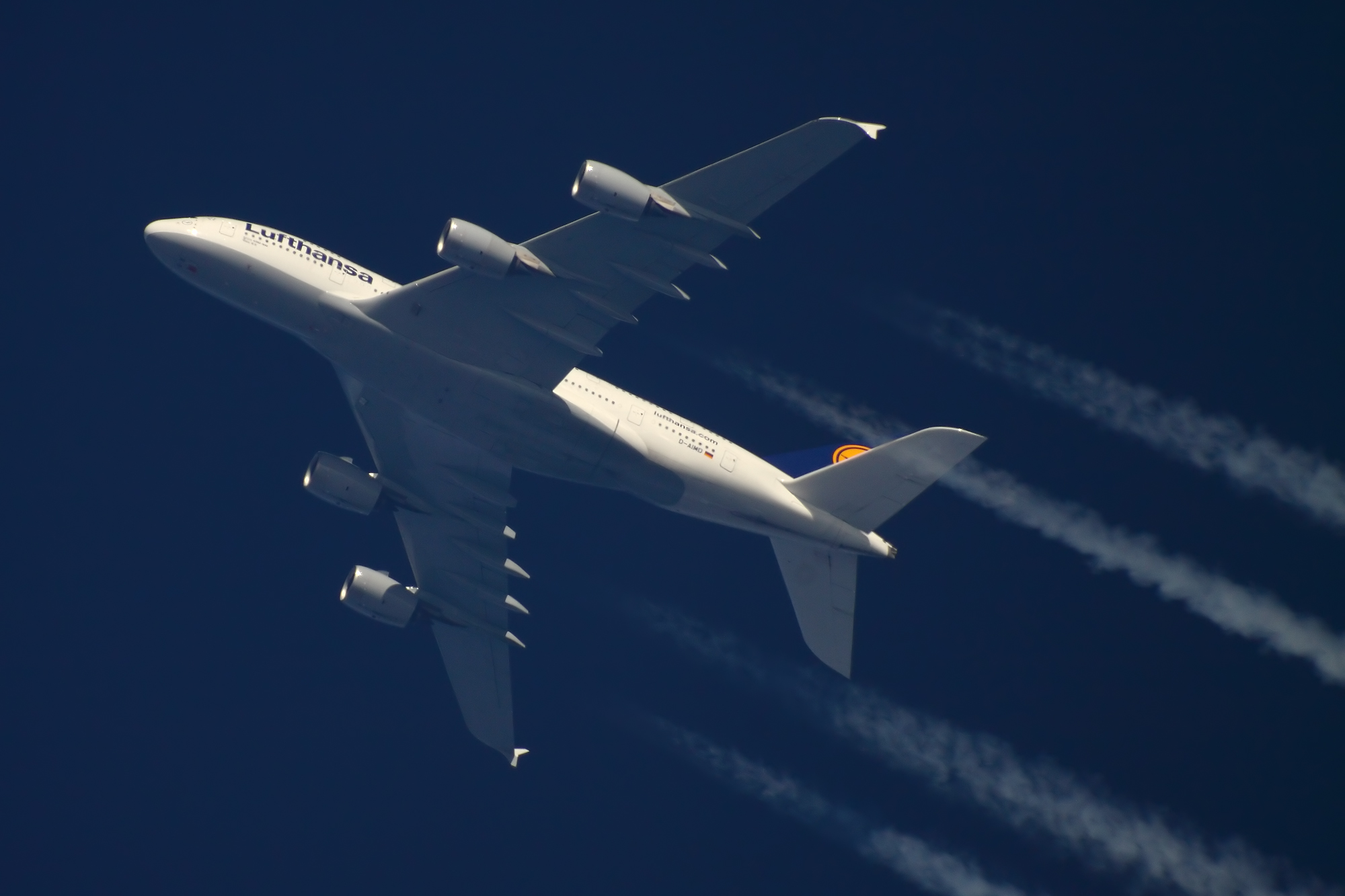
A380 nad Moskvou ve výšce 11 600 metrů

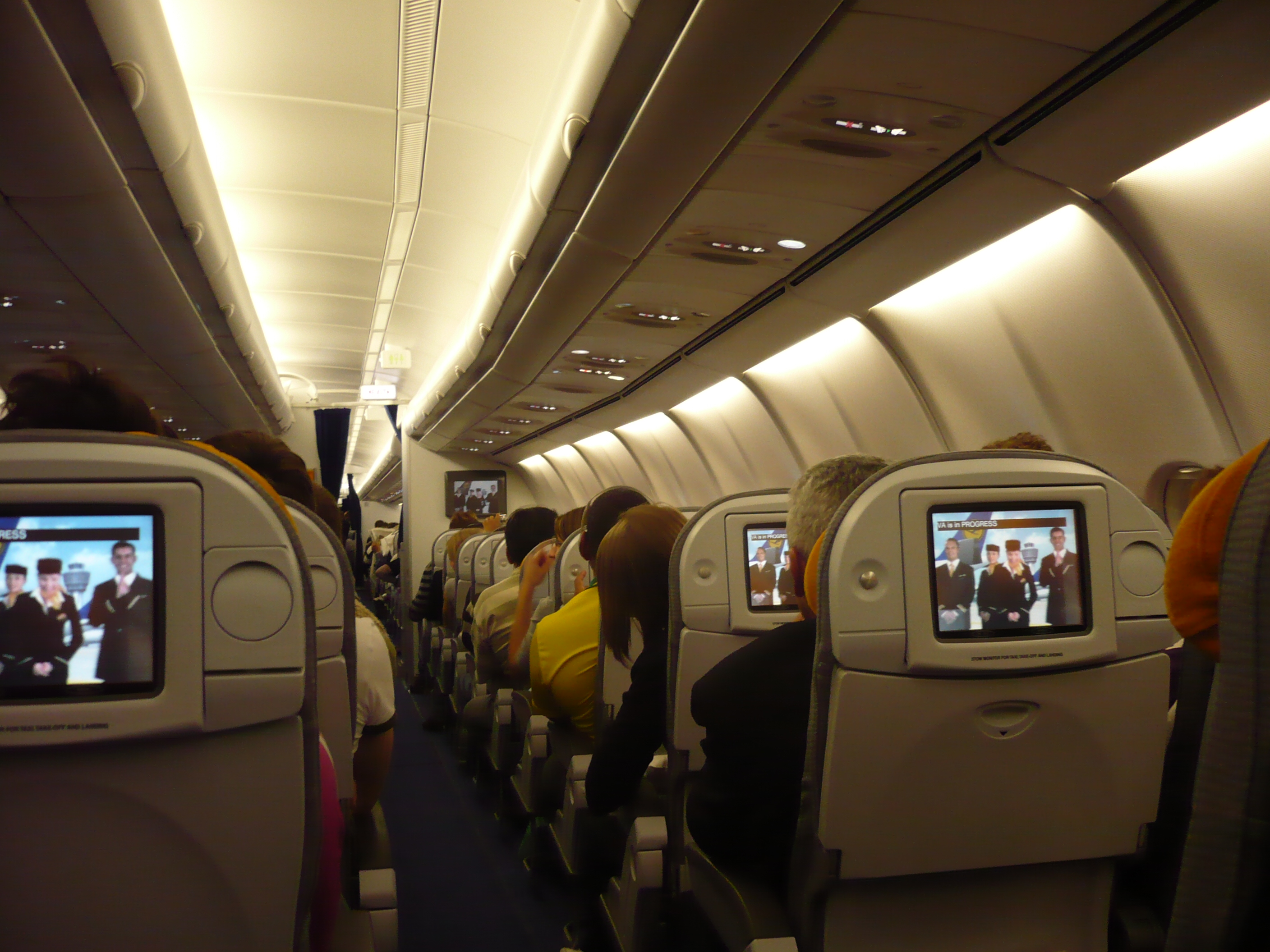
Ekonomická třída letounu Airbus A340-600

Imatrikulace letadel Lufthansy je dána jednoduchým schématem. Imatrikulační kód země (Německa) je D, následovaný spojovníkem -. Další znak je dán maximální vzletovou hmotností daného letadla. Pro veškeré typy letadel s hmotností nad 20 tun je to písmeno A.
Nejlehčí typ ve flotile Lufthansy, Boeing 737-500, má hmotnost přes 52 tun. Druhé písmeno za spojovníkem identifikuje výrobce letadla: I - Airbus S.A.S., B - The Boeing Company, L - McDonnell Douglas, E - Empresa Brasileira de Aeronáutica S.A., C - Bombardier Inc., D - Bombardier Inc./de Havilland Canada, V - British Aerospace. Třetí písmeno určuje blíže konkrétní typ letadla a čtvrté pořadí při dodání:
- Airbus
  - A319-100 - D-AIL./D-AIK./D-AIB.
  - A320-200 - D-AIP./D-AIQ./D-AIZ.
  - A321-100 - D-AIR.
  - A321-200 - D-AIS./D-AID.
  - A330-300 - D-AIK.
  - A340-300 - D-AIG./D-AIF.
  - A340-600 - D-AIH.
  - A380-800 - D-AIM.
- Boeing
  - B737-300 - D-ABX./D-ABE./D-ABWH
  - B737-500 - D-ABI./D-ABJ.
  - B747-400 - D-ABT./D-ABV.
  - B747-8i - D-ABY.
- McDonnell Douglas
  - MD11F - D-ALC.

### Jména letadel
Téměř všechna letadla ve flotile Lufthansy jsou pojmenována. Používají se jména německých měst a samosprávných celků. Výjimku tvoří pouze Airbus 321-100 registrace D-AIRA „Finkenwerder“, který má jméno továrního letiště společnosti Airbus v Hamburku, kde se tento typ vyrábí. Airbus 340-300 „Gander Halifax“ nese jména dvou kanadských měst jako hold a vyjádření úcty kanadskému lidu za pomoc během operace Yellow Ribbon, když 11. září 2001 poskytla Kanada svůj vzdušný prostor a letiště letadlům, která nebyla vpuštěna do vzdušného prostoru USA a měla nedostatek paliva pro návrat do Evropy nebo Asie.

## Nehody a incidenty
Seznam leteckých nehod a incidentů Lufthansy zahrnuje události od založení společnosti v roce 1953. Nehody se smrtelnými následky jsou uvedeny všechny, z incidentů a únosů pouze případy jednoznačně zdokumentované. Incidentů a menších nehod se v letecké dopravě stává každý den mnoho, pouze část z nich je zdokumentována a ještě menší část podléhá investigaci.

### Fatální nehody
- 11. leden 1959, let LH502 Hamburk-Frankfurt-Paříž-Dakar-Rio de Janeiro-Buenos Aires. Lockheed L-1049G registrace D-ALAK se v deštivém počasí zřítil krátce před přistáním na letišti Rio de Janeiro-Galeao International Airport. Přesná příčina nehody nebyla objasněna. Zahynulo 36 z 39 osob na palubě, pilot a dvě letušky vyvázli pouze se zraněním, letadlo bylo zničeno.[65]

- 4. prosinec 1961, tréninkový let Frankfurt-Kolín nad Rýnem. Boeing 720-030B registrace D-ABOK se zřítil z neznámých příčin poblíž města Ebersheim v Německu. Zahynuli všichni tři členové posádky na palubě.[66]

- 15. červenec 1964, tréninkový let. Boeing 720-030B registrace D-ABOP se zřítil a shořel poblíž vesnice Petersdorf v Německu při provádění letového prvku „pomalý výkrut“ z důvodu strukturálního přetížení konstrukce. Zahynuli všichni tři členové posádky na palubě.[67]

- 28. leden 1966, let LH005 Frankfurt-Brémy. Convair CV-440 D-ACAT se za nepříznivých povětrnostních podmínek zřítil a shořel 400 metrů za koncem dráhy letiště v Brémách při go-around manévru po nezdařeném přistání. Příčiny byly technické selhání a lidské chyby. Zahynuli všichni na palubě, 42 cestujících a 4 členové posádky.[68][69]

- 20. listopad 1974, let LH540 Frankfurt-Nairobi-Johannesburg. Boeing 747-130 registrace D-ABYB se 7:45 zřítil, rozlomil a začal hořet krátce po startu z dráhy 24 letiště v Nairobi. Při počátečním stoupání postihly letadlo z důvodu nevysunutí části vztlakových klapek na náběžné hraně silné vibrace, ztrácelo vztlak, rychlost i výšku, čehož výsledkem byl kontakt se zemí 1100 metrů za koncem dráhy. Posádka sice posunula páku ovládání klapek do správné pozice, nebyl však zapnut pneumatický systém, který klapky vysouvá. Jedním z faktorů podílejících se na nehodě je rovněž vysoká nadmořská výška (1624m) letiště Jomo Kenyatta v Nairobi a s tím související nízký atmosférický tlak. Pokud by letadlo startovalo ve stejné konfiguraci z přímořského letiště, bezpečně by vzlétlo i bez vysunutých Krügerových klapek. Příčiny nehody byly vyšetřovací komisí určeny: neprovedení předletové kontroly posádkou a nezahrnutí daného pneumatického okruhu do varovného systému předletové konfigurace výrobcem letadla. Zahynulo 55 cestujících ze 140 a 4 členové posádky ze 17. Letadlo bylo zničeno.[70][71]

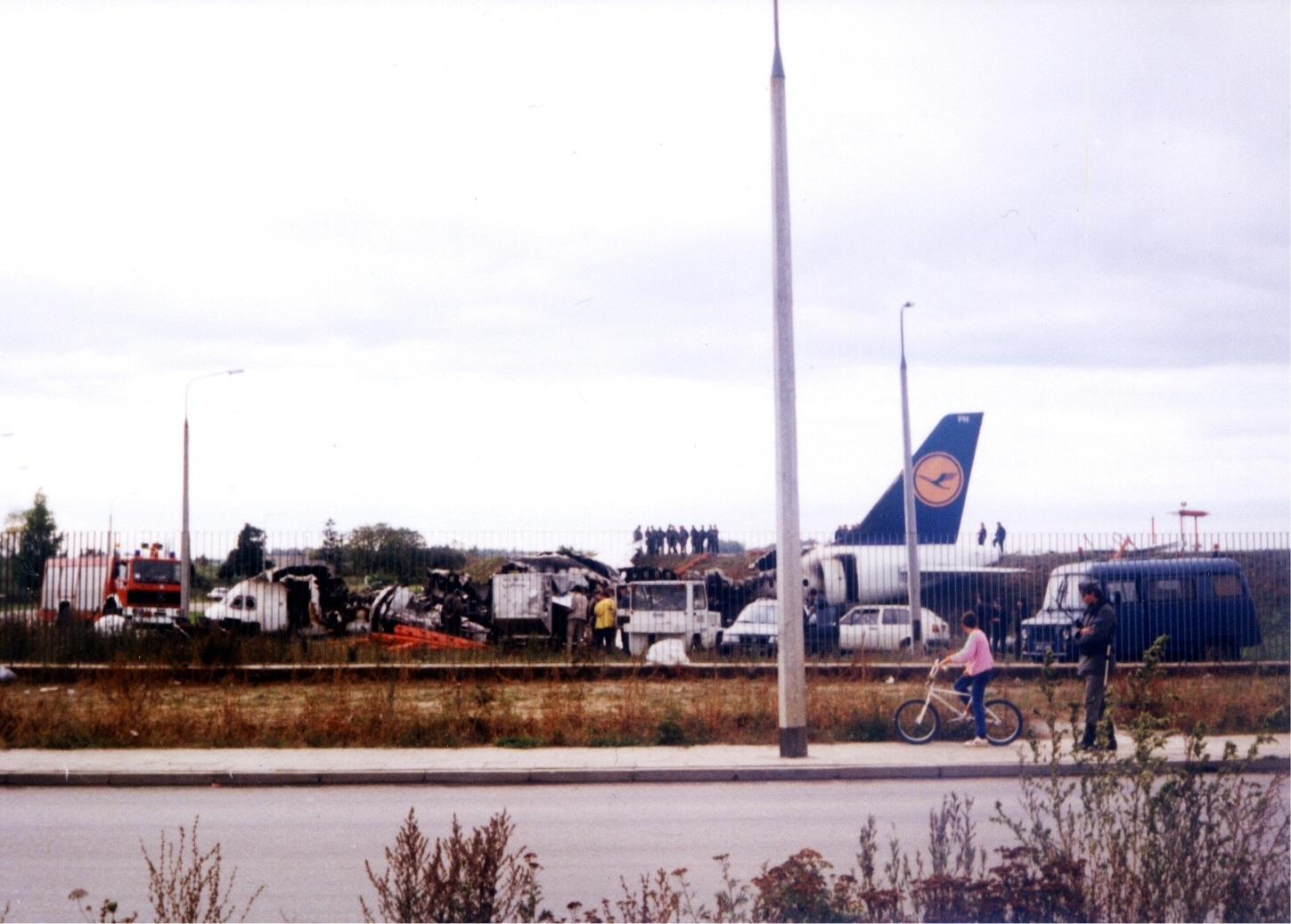
Trosky A320-211 registrace D-AIPN

- 26. červenec 1979, let LH 527 Rio de Janeiro-Dakar-Frankfurt. Boeing 707-330C v nákladní verzi registrace D-ABUY narazil do pohoří 5 minut po startu z letiště v Rio de Janeiru. Jednalo se o tzv. řízený let do terénu, kdy bylo letadlo chybně navedeno po odletu brazilskými dispečery. Pochybení bylo zjištěno rovněž ze strany pilotů, protože si v nejdůležitější fázi letu po dobu 1:41 min. nevyžádali žádnou radiovou komunikaci. Všichni tři členové posádky zahynuli, letadlo bylo zničeno.[72][73]

- 14. září 1993, let LH2904 Frankfurt-Varšava. Airbus A320-211 registrace D-AIPN havaroval při přistání v silném dešti na letišti ve Varšavě. Posádka dostala v 17:32 povolení k přistání na dráze 11 s upozorněním na tzv. „windshear“ – prudké změny rychlosti a směru větru v relativně malé vzdálenosti. O minutu později se pravé podvozkové kolo dotklo dráhy, ale až 770 metrů od jejího počátku, o 9 sekund později i levé ve vzdálenosti již 1525 metrů v rychlosti 154 kts. Spustilo se automatické brzdění spoilery a zpětným tahem motoru, ale brzdy na podvozku začaly fungovat až o 4 sekundy později. Také díky mokré dráze se rychlost snižovala pomalu, těsně před koncem dráhy pilot letadlo odchýlil mírně doprava. To rychlosti 72 kts přejelo konec dráhy a po 90 metrech narazilo do náspu a začalo hořet. Příčinou nehody bylo stanoveno špatné rozhodnutí posádky o přistání v daných podmínkách, vyšetřovací zprávou bylo rovněž poukázáno na konstrukční prvky brzdového systému letadla. Zahynuli jeden cestující a pilot, vážně bylo zraněno 49 cestujících a 2 členové posádky, lehce zranění 4 cestujících a 1 člen posádky. Nezraněno zůstalo 10 cestujících a 2 členové posádky. Letoun byl zničen.[74][75][76]

### Incidenty
- 20. prosinec 1973, let LH645 Tokio-Hongkong-Bangkok-Dillí-Athény-Frankfurt. Boeing 707-330B registrace D-ABOT dopadl a začal hořet 460 metrů před prahem dráhy 28 letiště v Dillí. Letoun přistával v 1:03 hodin v mlhavém počasí, které se podílelo na příčinách havárie. Byly určeny tyto: špatně vedený přibližovací manévr a nepřesné informace o počasí z pozemních zdrojů. Všem 109 osobám na palubě se podařilo uniknout, pouze kapitán a 2 cestující utrpěli zranění. Letadlo bylo zničeno.[77][78]

- 18. října 1983, let Lufthansa Cargo LH683 Hongkong-Dubaj-Frankfurt. Nákladnímu Boeingu 747-230F SCD registrace D-ABYU selhal při rozjezdu na dráze 13 letiště Kai Tak v 21:07 hod. motor č.2 a posádka se rozhodla ve velké rychlosti přerušit start. Při snaze zastavit sjelo letadlo z dráhy a poškodilo se. Nikdo z tří členů posádky nebyl zraněn, letadlo se po opravě vrátilo do provozu.[79][80]

- 20. březen 2001, let Frankfurt-Paříž. Airbus A320-211 registrace D-AIPW se v okamžiku vzletu ve Frankfurtu začal naklánět na levou stranu. Kapitán se pokusil náklon vyrovnat, což se nepodařilo a náklon dosáhl hodnoty 22°. V tom okamžiku převzal řízení 1. pilot, náklon vyrovnal a vystoupal do výšky 3600 metrů. Posádka se rozhodla pro návrat a letoun bezpečně přistál ve Frankfurtu. Příčinou incidentu bylo přehození dvou párů kabelů v konektoru počítače ovládání křidélek. Závěrečná vyšetřovací zpráva konstatovala pochybení údržby a nutnost přepracování technických a kontrolních manuálů. Nikdo ze 115 cestujících a 6 členů posádky nebyl zraněn, letadlo se po revizi vrátilo do služby.[81][82]

- 19. únor 2006, let Lufthansa Cargo Sao Paulo–Dakar–Frankfurt. McDonnell Douglas MD-11F registrace D-ALCP stoupal po vzletu z Dakaru, když ve výšce cca 7 000 metrů pocítila posádka intenzivní bolesti v uších z poklesu tlaku doprovázené silným hlukem, což se po chvíli opakovalo. Posléze se situace stabilizovala, let pokračoval normálně do Frankfurtu, kde letoun bezpečně přistál. Příčinu problémů se nepodařilo zjistit. Závěrečná vyšetřovací zpráva doporučuje zvýšit prevenci při údržbě. Zranění jednoho pilota bylo klasifikováno jako střední, zbylých dvou členů posádky jako lehká, letadlo se po revizi vrátilo do služby.[83]

- 15. květen 2006, let LH 760 Frankfur-Dillí. Boeing 747-430 registrace D-ABTK byl připravován k odletu z Frankfurtu, když pozemní personál zjistil únik oleje z levého podvozku. Po výměně části vedení bylo potřeba provést test funkčnosti, letadlo tak bylo podepřeno zvedáky. Při druhém testu v okamžiku zataženého podvozku zkolaboval zvedák v oblasti přední podvozkové nohy a letoun dopadl přední části trupu na letištní tahač. Závěrečná vyšetřovací zpráva konstatovala špatný stav zvedáku a jednoznačně doporučila používat pouze zařízení výrobce letadla, v ostatních případech nutnost zajistit nejvyšší možnou bezpečnost. Nikdo z 238 cestujících a 18 členů posádky na palubě ani z pozemního personálu nebyl zraněn, letadlo se po opravě vrátilo do služby.[84][85]

- 1. březen 2008, let LH44 Mnichov-Hamburk. Airbus A320-211 registrace D-AIQP přistával během vichřice Emma s bočním větrem s rychlostí 55km/h, v nárazech 75km/h. Letadlo velmi tvrdě dosedlo pouze levým podvozkem, opět se mírně vzneslo s okamžitým náklonem na levou stranu, přičemž se konec levého křídla dotkl dráhy. Posádka přerušila přistání, byla navedena na jinou dráhu a bezpečně přistála o 18 minut později. Samotná posádka dotyk s dráhou nezaznamenala. Závěrečná vyšetřovací zpráva prohlásila příčinou incidentu silný boční vítr s poukazem na to, že nebylo rozumné se o přistání pokoušet. Jednoznačně doporučila výrobci letadla a provozovatelům zajistit jasnou a jednoznačnou metodiku provozu za těchto podmínek. Nikdo ze 132 cestujících a 5 členů posádky na palubě nebyl zraněn, letadlo se po opravě vrátilo do služby.[86][87]

- 20. červenec 2010, let Lufthansa Cargo LH8460 Frankfurt-Rijád-Hongkong. McDonnell Douglas MD-11F registrace D-ALCQ havaroval při přistání na letišti v Rijádu a začal hořet. Letoun v závěrečné fázi přistával vyšší než kalkulovanou rychlostí a pod špatným úhlem náběhu, což vyústilo ve velmi tvrdý kontakt podvozku s dráhou, následovaný dvěma odrazy a závěrečným dopadem na dráhu s přetížením 4.4g. Nárazem se porušil trup letadla s části palivového vedení, což zapříčinilo požár a odklon na levou stranu. Letadlo sjelo z dráhy, po kontaktu s terénem zkolaboval přední podvozek a letadlo se zastavilo. Oba piloti byli zraněni, letadlo zničeno.[88][89]

### Únosy
- 22. únor 1972, let LH649 Tokio-Hongkong-Bangkok-Dillí-Athény-Frankfurt. Boeing 747-230B registrace D-ABYD byl krátce po startu z Dillí unesen skupinou 5 mužů požadujících výkupné 5 mil. USD (15.5.mil. DM) pro tzv. „Organization of Victims of Zionist Occupation“. Let byl nuceně odkloněn do jemenského Adenu, kde byli druhý den propuštění 2 cestující. Po převodu peněz do Libanonu teroristé letadlo opustili a to se všemi cestujícími bezpečně vrátilo do Frankfurtu. Nikdo ze 167 cestujících a 15 členů posádky nebyl zraněn.[90][91][92]

- 29. říjen 1972, let LH615 Bejrút-Ankara-Frankfurt. Boeing 727-030 registrace D-ABIG byl po odletu z Bejrútu unesen dvojicí arabských, výbušninami vyzbrojených teroristů, kteří požadovali propuštění tří přeživších a v Německu za Mnichovský masakr vězněných členů teroristické skupiny Černé září. Letadlo nejprve přistálo a doplnilo palivo v Nikósii, odtud pokračovalo do Záhřebu. Dotankování ale nebylo povoleno, let pokračoval do Mnichova. Tam ale přistání nebylo umožněno a jako náhrada nabídnut Norimberk. Po celou dobu letu probíhala vyjednávání, která ale nikam nedospěla. Teroristé se proto rozhodli nepřistát a vynutili si návrat do Záhřebu. Situace na palubě se zhoršovala a únoscům tak bylo (zejména se zřetelem na nedávný masakr v Mnichově) vyhověno. Vězni byli z Bavorska přepraveni do Záhřebu a nastoupili na palubu. Po dalších několika dramatických minutách (krizový tým v Německu nechtěl dotankování povolit) bylo doplněno palivo a letadlo odletělo do Tripolisu. Únosci a tři propuštění vězni vystoupili a letoun se s cestujícími vrátil do Frankfurtu. Nikdo ze 11 cestujících a 7 členů posádky nebyl zraněn.[93][94]

- 17. prosinec 1973, letiště Řím-Fiumicino. Boeing 737-130 registrace D-ABEY byl na ploše letiště posádkou (2 piloti a 2 palubní průvodčí) připravován k odletu do Mnichova, když na poblíž stojící Boeing 707-321B registrace N407PA Pan Am zaútočilo střelnými zbraněmi a fosforovými granáty komando teroristů organizace „Arab Nationalist Youth for the Liberation of Palestine (ANYLP)“ Při útoku zahynulo 30 lidí a 20 bylo zraněno. Pět z útočníků poté s osmi italskými rukojmími násilím vniklo na palubu Lufthansy, přičemž zabili pracovníka letiště a další dva zranili a zajali. Vynutili si odlet do Athén, kde po přistání požadovali propuštění dvou, za dřívější útok[95] vězněných Palestinců. Oznámili, že zabili 5 rukojmích včetně pilota a vyhrožovali pádem letadla na centrum města. Jednání nebylo úspěšné a poté, co únosci propustili jednoho zraněného a tělo druhého (zemřel na palubě) vyhodili na plochu letiště, letadlo odstartovalo. Teroristům se nepodařilo vyjednat přistání v Bejrútu ani na Kypru, povolení dostali až v Damašku. Zde obdrželi palivo, potraviny a odletěli do Kuvajtu. I přes zákaz a blokaci dráhy kapitán Joe Kroese s letadlem přistál, to však zůstalo uvězněno v písku. Teroristé tak přišli o možnost pohybu, zbývající rukojmí po dalším vyjednávání propustili výměnou za volný průchod včetně zbraní. Posádka Lufthansy a osm rukojmích z Říma zůstali nezraněni, letadlo se po opravě vrátilo do služby.[96][97][98][99][100]

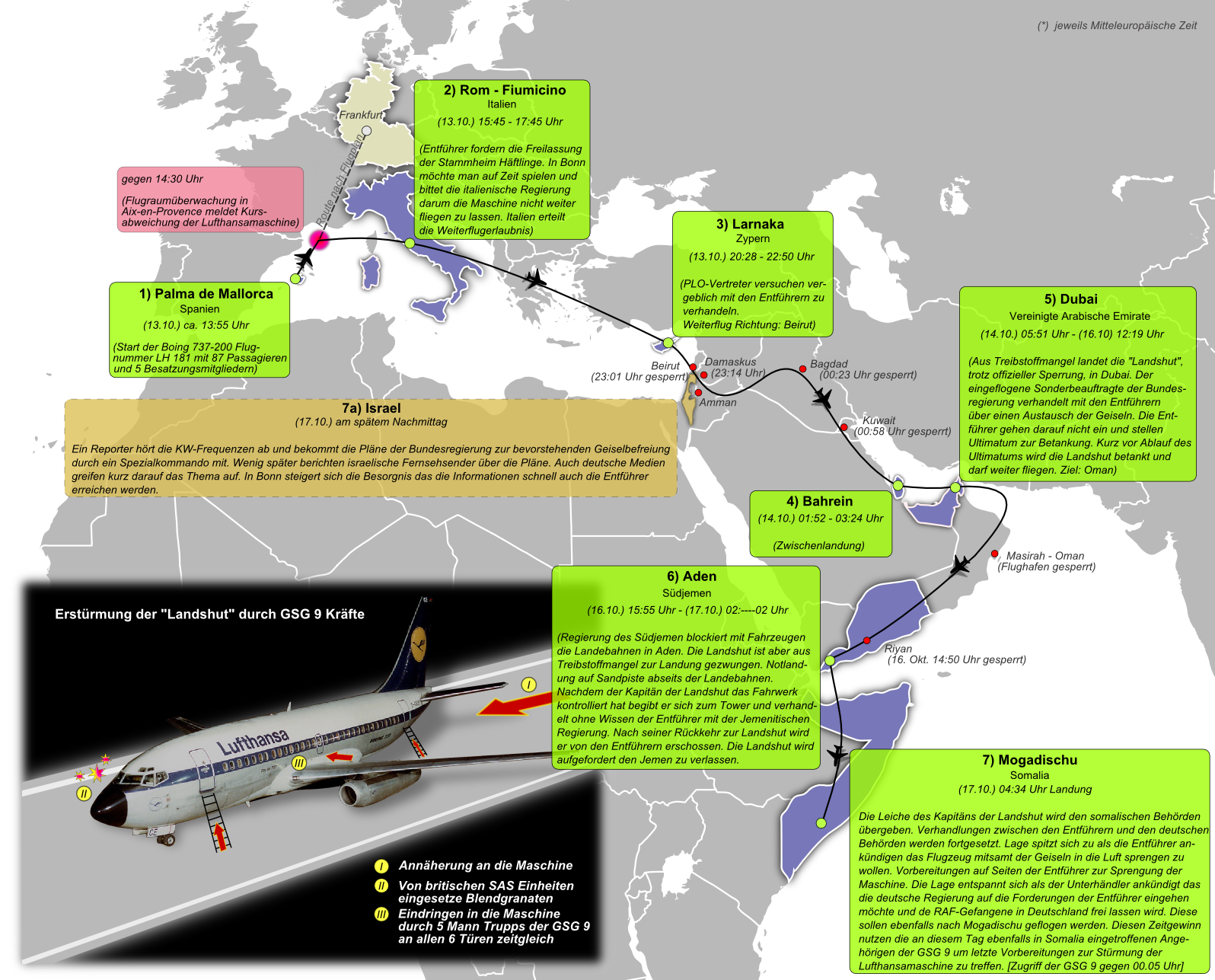
Trasa letu LH181

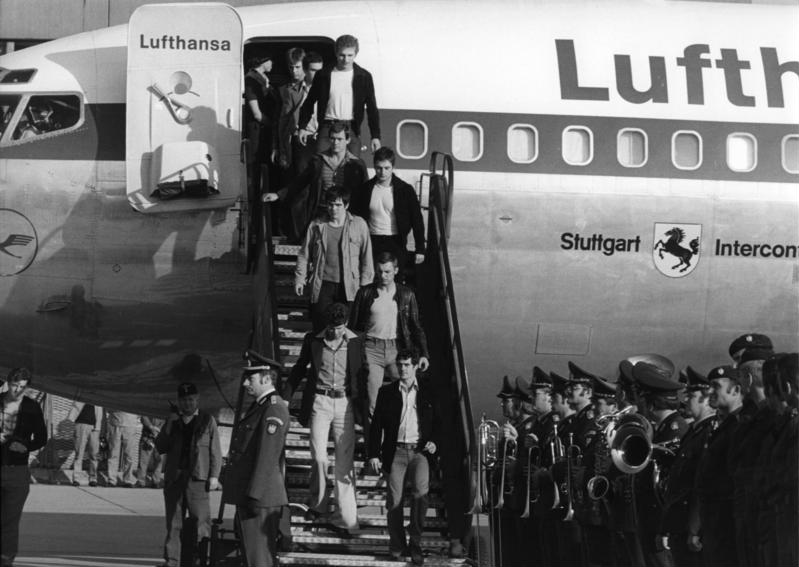
Návrat GSG9 do Kolína N.R.

- 13. říjen 1977, let LH181 na lince Palma de Mallorca–Frankfurt. Boeing 737-230C registrace D-ABCE byl 30 minut po startu v 13:50 hod. unesen čtyřmi teroristy (dvěma muži a dvěma ženami) Lidové fronty pro osvobození Palestiny (LFOP). Vynutili si změnu letu do Larnaky, což však nebylo z důvodu nedostatku paliva možné, letadlo proto přistálo v Římě. Tam vyžádali propuštění 11 v Německu vězněných teroristů z Frakce Rudé armády (RAF), dvou sympatizantů LFOP z vězení v Turecku a výkupné 15 mil. USD. Německá vláda požadovala zabránit odletu, italský ministr vnitra Francesco Cossiga ale rozhodl, že únos není problém Itálie. Letadlu bylo doplněno palivo a odletělo do Larnaky. Tam proběhl první pokus o vyjednání propuštění rukojmích, který však selhal, letadlo bylo opět dotankováno a odletělo směrem na Bejrút. Tamější letiště ale bylo zavřené, nepodařilo se přistát ani v Damašku, Bagdádu a Kuvajtu, let nakonec směřoval k Bahrajnu. Letiště bylo taky zavřené, akutní nedostatek paliva ale donutil posádku přistát. Letoun byl okamžitě obklíčen armádou, blokáda byla uvolněna až poté, kdy velitel teroristů Zohair Youssif Akache držel pistoli u hlavy pilota Jürgena Vietora a vyhrožoval jeho zastřelením. Po doplnění paliva letadlo odletělo do Dubaje. Přistání bylo zamítnuto a dráha zablokována nákladními auty. Až na vyslovenou prosbu kapitána byla dráha odblokována a letadlo v 5:51 hod 14. října přistálo. Mimo paliva žádali únosci potraviny, léky a noviny, nikdo však na jejich požadavky nereflektoval. 16. října ráno proto začali únosci vyhrožovat popravami cestujících, pokud nebude palivo doplněno a místní úřady se podvolily. V tu dobu již byli v Dubaji zástupci německých silových orgánu a vyjednávali povolení k zásahu. To obdrželi, než však mohla německá speciální jednotka GSG9 zasáhnout, letadlo bylo dotankováno a v 12:19 vzlétlo. Teroristé nejprve směřovali do Ománu, ten je však odmítl přijmout, rozhodli se proto pro Aden. Dráha tam byla rovněž zablokována, piloti tak byli přinuceni přistát na písku vedle dráhy. Po přistání byla kapitánu Jürgenu Schumannovi povolena venkovní prohlídka letadla. Vrátil se však až po necelé hodině, rozezlený velitel Akache jej přinutil kleknout v uličce mezi sedadly a před očima všech cestujících ho popravil střelou do hlavy. Teroristé nechali letadlo natankovat a to v 2:02 hod. vzlétlo. Až za letu se rozhodli zamířit do afrického Mogadišu, kde stroj pilotovaný pouze prvním pilotem Vietorem přistál 17. října přibližně v 6:30 hod, aniž by informoval řídící provozu. Zde bylo únosci vydáno ultimátum k propuštění vězněných členů RAF do 16:00 a tělo zastřeleného kapitána Schumanna vyhozeno z letadla na letištní plochu. Rukojmím byly spoutány ruce a po celém letadle byl rozléván alkohol určený k prodeji na palubě. Německé úřady teroristům oznámily přijetí podmínek, ale požádaly o prodloužení ultimáta pro přepravu vězňů z Německa do Mogadišu. To již ale v Mogadišu bylo letadlo Lufthansy Boeing 707-330B registrace D-ABUB, které přivezlo další členy GSG9. Ultimátum bylo prodlouženo do 2:30 hod. 18. října. Ve 2:07 vnikli příslušníci GSG9 s podporou dvou členů SAS na palubu. Během pěti minut byla akce dokončena, všichni rukojmí (82 cestujících a 4 členové posádky) byli zachráněni, pouze 3 cestující a letuška byli lehce zraněni. Tři teroristé byli zabiti, zásah přežila Souhaila Andrawes, později souzena v Somálsku i Německu. Všichni zachráněni i zachránci přistáli odpoledne 18. října 1977 na palubě Boeingu 707 Lufthansy na letišti v Kolíně nad Rýnem. Boeing 737-230C D-ABCE „Landshut“ se po opravě vrátil do služby.[101][102][103] O únosu byl natočen film Mogadischu.[104]

- 12. září 1979, let LH 850 Frankfurt-Kolín nad Rýnem. Boeing 727-230 registrace D-ABFI unesl 14 minut po startu německý občan Raphael Keppel. Předstíráním nevolnosti se dostal k přední toaletě, vstoupil do kokpitu (bezpečností dveře se instalovaly až po teroristických útocích 11. září 2001)[105] a plastikovou maketou pistole si vynutil kontrolu nad letadlem. To přistává v 10:25 hod. v Kolíně n.R. a parkuje v odlehlé části letiště. Únosce nemá žádné požadavky, vynucuje si jen naprosté ticho v letadle. Až před 17. hodinou si přeje hovořit a setkat s předsedou vlády, chvíli na to však propouští všechny cestující. Přes vysílačku komunikuje s ministrem Wischnewskim a krátce po 22. hodině se vzdává. Nikdo ze 121 cestujících a 7 členů posádky nebyl zraněn.[106][107][108]

- 27. únor 1985, let LH612 Frankfurt-Damašek-Ammán. Boeing 727-230 registrace D-ABKB unesli 30 minut po startu během své deportace z Německa syrští občané Bdiwi Issam a Jamal Khalaf Mala. Únosci s noži a rozbitou láhvi během podávání jídla ohrožovali letušky a vynutili si vstup do kabiny. Piloti museli změnit trasu letu do Vídně, kde chtěli požádat o politický azyl, který jim německé autority odmítly udělit. Po přistání ve Vídni se rozběhlo vyjednávání, jehož výsledkem bylo po necelých třech hodinách propuštění cestujících, po dalších pěti hodinách byla propuštěna i posádka a únosci se vzdali. Nikdo z 35 cestujících a 8 členů posádky nebyl zraněn.[109][110][111][112]

- 27. březen 1985, let Mnichov-Athény. Boeing 727-230 registrace D-ABLI unesl přibližně hodinu a půl po startu syrský občan Manvan Hritani (v Turecku psáno Britani). Nožem a rozbitou láhvi si vynutil změnu letu do Tripolisu, což však kapitán z důvodu nedostatku paliva odmítl. Únosce si proto vybral nejbližší muslimský stát a rozhodl se pro přistání v Istanbulu. V 18:30 tam letadlo přistává s požadavkem na doplnění paliva. Místní úřady to odmítly a od počátku připravuji obsazení letadla. Během jednání byli propuštěni všichni cestující a 5 členů posádky, tři však zůstali v moci únosce. Operace začala ve 20:00, kdy dva členové speciální jednotky v uniformách Lufthansy vstoupili nouzovým východem na palubu, o něco později je doplnili další čtyři. Monitorovali situaci a čekali na vhodný moment k zásahu, který nastal ve 20:50. O pět minut později akce skončila a Manvan Hritani byl zatčen. Nikdo ze 142 cestujících a 8 členů posádky nebyl zraněn.[113][114][115][116]

- 29. březen 1985, let LH040 Hamburk-Londýn. Boeing 737-230 unesl krátce před přistáním v Londýně britský občan Nicholas Shipley. Ten byl repatriován zpět do Anglie, protože o den dřív přistál v Hamburku bez pasu a peněz. 15 minut před přistáním poslal únosce k pilotovi vzkaz, že má zbraň. Vešel do kokpitu a nařídil pilotovi, aby normálně přistál v Londýně, poté dal požadavek k následnému letu na Havaj. Zůstal v kabině, po přistání s ním policejní vyjednavači hovořili prostřednictvím interkomu. O hodinu později se sám vzdal policii. Nikdo ze 107 cestujících a 6 členů posádky nebyl zraněn.[117][118]

- 11. únor 1993, let LH592 Frankfurt-Káhira-Addis Abeba. Airbus A310-304 registrace D-AIDM unesl 40 minut po startu z Frankfurtu etiopský občan Nebiu Zewolde Demeke. V černé kukle vešel do kokpitu, přiložil pistoli k hlavě pilota Gerhard Goebela a požadoval změnu letu „na Západ“, což později specifikoval na New York. Byl piloty informován o potřebě doplnit palivo, s čímž souhlasil, letadlo poté přistálo v Hannoveru. Poté oznámil, že každých pět minut zabije jednoho stevarda, pokud nebude palivo doplněno. Z obav o bezpečnost cestujících a posádky mu bylo vyhověno, letadlo bylo dotankováno a odletělo do New Yorku, kde přistálo v 15:51 místního času. Okamžitě začalo vyjednávání, které bylo úspěšné-únosce předal pistoli pilotovi (bylo na něj mířeno po celou dobu únosu, více než 11 hodin), sestoupil z letadla a v 16:08 nastoupil do přistaveného automobilu FBI. Nikdo ze 93 cestujících a 10 členů posádky nebyl zraněn.[119][120][121]